# Rusko-ukrajinská válka
Rusko-ukrajinská válka (rusky российско-украинская война, rossijsko-ukrainskaja vojna; ukrajinsky російсько-українська війна, rosijsko-ukrainska vijna) je označení pro činnost Ozbrojených sil Ruské federace, která od roku 2014 probíhá na území Ukrajiny. Válka je vyústěním ukrajinské krize, jejíž podstatou byla otázka zahraniční orientace Ukrajiny a odhodlání Ruska vměšovat se do jejích vnitřních záležitostí.
Konflikt propukl v reakci na ukrajinské události, které vedly k sesazení proruských představitelů země a jsou známy pod označením Euromajdan. Rusko vojensky ovládlo ukrajinský poloostrov Krym a na základě uspořádaného referenda jej anektovalo. Současně také propukla válka na východní Ukrajině, kde proruští separatisté vyhlásili samostatnou Doněckou a Luhanskou lidovou republiku a která se proměnila ve vleklý konflikt. Rusko účast v obou případech popíralo.
Do nové fáze se válka dostala v únoru 2022, kdy Rusko uznalo obě samozvané republiky a zahájilo invazi na Ukrajinu, částečně i z území Běloruska. Oficiálním cílem invaze je „denacifikace a demilitarizace Ukrajiny“, což prozápadní média interpretují jako přetvoření v loutkový stát dosazením proruské vlády a zbavení možnosti se vojensky bránit dalším intervencím.

## Počátky ruské intervence

### Hnutí Euromajdan a reakce v Donbasu
Od února 2014 provedlo Rusko několik vojenských intervencí na ukrajinském území. Po úspěchu hnutí Euromajdan a sesazení ukrajinského prezidenta Viktora Janukovyče převzali ruští vojáci bez označení kontrolu nad strategickými pozicemi a infrastrukturou na ukrajinském poloostrově Krymu, který byl následně na základě referenda, konaného pod kontrolou ozbrojených sil, připojen k území Ruska. V dubnu 2014 přerostly demonstrace proruských polovojenských skupin v Donbaské oblasti do ozbrojeného konfliktu mezi ukrajinskou vládou a separatistickými silami tehdy vzniklých samozvaných republik Doněcké a Luhanské. V srpnu 2014 ruské vojenské automobily překročily na několika místech ukrajinské hranice.
Přítomnost vlastních armádních jednotek na Krymu mimo své základny Rusko po několikaměsíčním popírání přiznalo. Ohledně konfliktu na východní Ukrajině Rusko ale stále trvá na tom, že se bojů účastní maximálně jen ruští dobrovolníci. Situaci na Krymu definoval Mezinárodní trestní soud jako rusko-ukrajinský mezinárodní ozbrojený konflikt. Ukrajina u tohoto soudu v lednu 2017 obvinila Rusko z napomáhání povstalcům na východě Ukrajiny dodávkami zbraní, munice i peněz, Moskva toto však i nadále popírá.
V listopadu 2014 hlásila ukrajinská armáda intenzivní pohyb vojsk a vybavení z Ruska do separatistických částí východní Ukrajiny. Associated Press reportoval 80 neoznačených vojenských vozidel, pohybujících se v oblastech ovládaných rebely. Zvláštní pozorovatelská mise Organizace pro bezpečnost a spolupráci v Evropě (OBSE) pozorovala konvoje těžkých zbraní a tanků na území pod kontrolou tak zvané Doněcké lidové republiky, které měly zatřené identifikační znaky. OBSE dále uvedla, že byla pozorována vozidla přepravující munici a mrtvá těla vojáků, jak překračují Rusko-ukrajinskou hranici pod rouškou konvojů s humanitární pomocí. Počátkem srpna 2015 zaznamenala OBSE více než 21 vozidel označených ruským vojenským kódem pro vojáky usmrcené v boji. OBSE opakovaně uvedla, že jejím pozorovatelům byl odepřen přístup do oblastí pod kontrolou „rusko-separatistických sil“.

### Sesazení Janukovyče a jeho útěk do Ruska

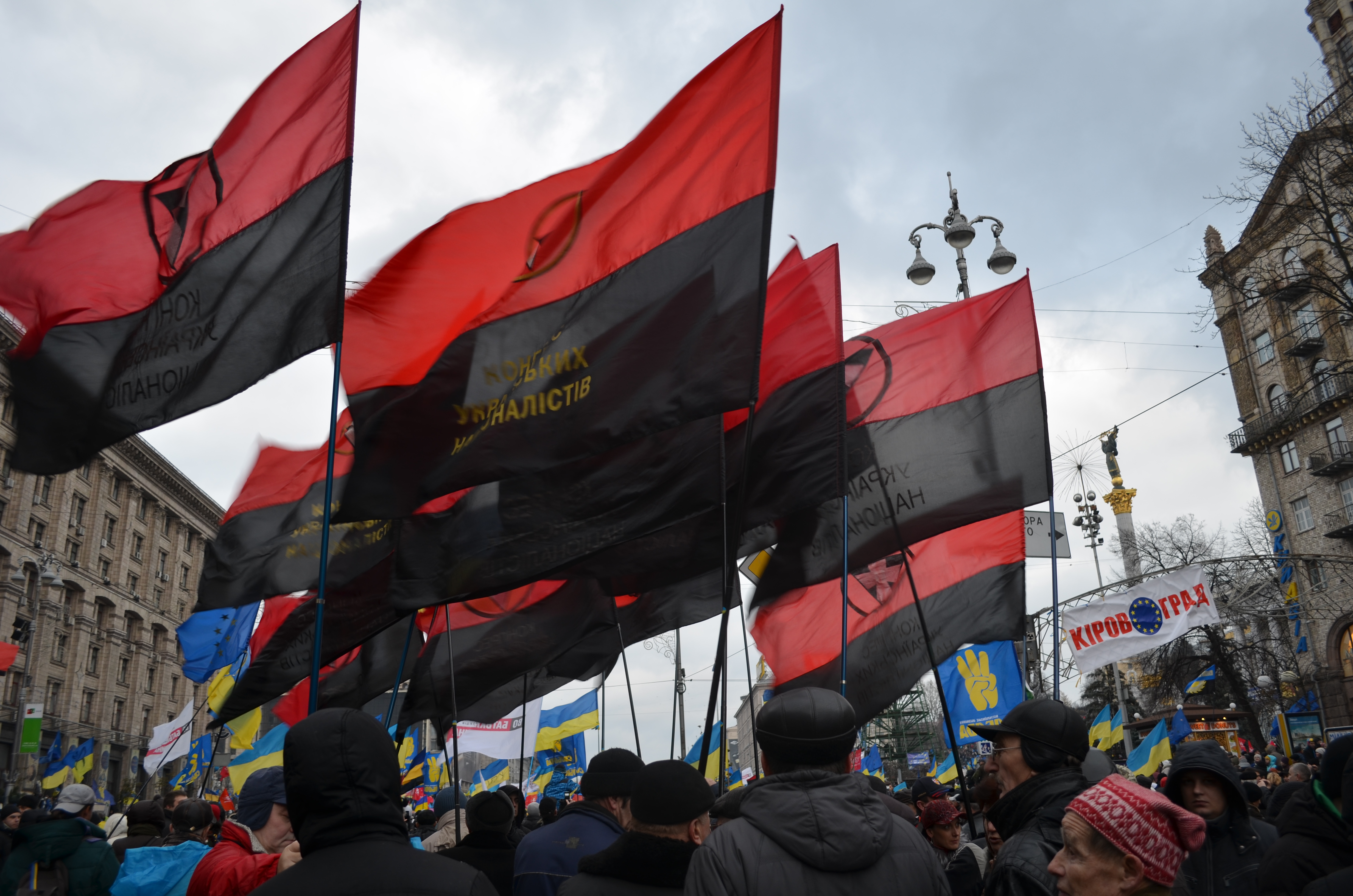
Účast nacionalistů z politických stran Svoboda a Pravý sektor na Euromajdanu posloužila jako záminka k ruské intervenci

Jako následek protestů zvaných Euromajdan byl z hlediska státoprávní teorie problematickým způsobem parlamentem (Verchovná rada) sesazen legální prezident Ukrajiny Viktor Janukovyč. Tehdy k sobě svolal prezident Ruské federace Vladimir Putin šéfy ruských speciálních složek a pracovníky ruského ministerstva obrany a pověřil je, aby ochránili Viktora Janukovyče před zabitím. Janukovyč vzápětí v druhé polovině února uprchl podle Putinova líčení na svou vlastní žádost s ruskou pomocí na Krym a po několika dnech do Ruska. Usadil se pak v Rostově na Donu.

### Anexe Krymu

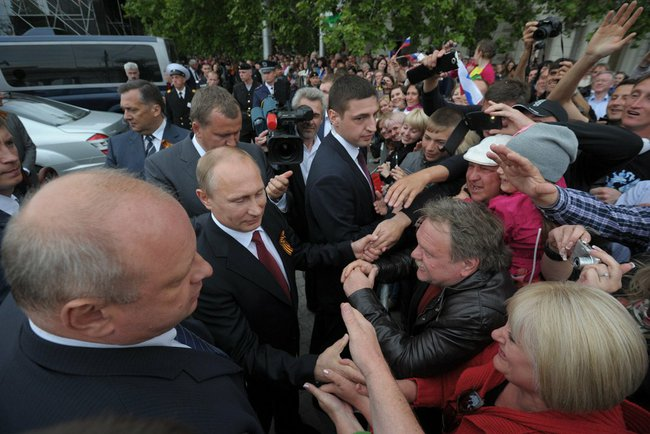
Ruský prezident Vladimir Putin s obyvateli krymského Sevastopolu, 9. května 2014

Nato vypukla předem připravená krize na ukrajinském Krymu a Vladimir Putin svolal v noci z 22. na 23. února 2014 schůzku svých politických a vojenských kolegů, na které jednali až do 7 hodin do rána. Na schůzce Putin rozhodl o tom, že ruské orgány začnou pracovat na „navrácení Krymu k Rusku“. Několik hodin po rozhodnutí anektovat Krym proběhl závěrečný ceremoniál Zimních olympijských her 2014 v Soči, kde Putinovi poděkoval prezident Mezinárodního olympijského výboru Thomas Bach se slovy: „Pomohli jste ukázat tvář nového Ruska: efektivního a přátelského, vlasteneckého a otevřeného světu.“ ČT to komentovala tak, že „nové Rusko“ ukázalo Bachovi anexí Krymu poněkud jinou tvář, než předpokládal. Přitom není jasné, jestli už v době konference, na které bylo rozhodnuto o akcích na Krymu, na tomto poloostrově příslušníci ruských speciálních sil neoperovali. Na medailích, které za to později mnozí z nich dostali, je údajně uveden počátek akce 20. února 2014. Před akcí byl navíc z ruské strany proveden tajný průzkum, při kterém se podle Putina vyslovilo 75 procent obyvatel Krymu pro připojení k Rusku.
26. února uspořádal Medžlis krymských Tatarů shromáždění poblíž budovy Nejvyšší rady Autonomní republiky Krymu, s cílem zablokovat a zabránit jednání parlamentu o návrhu referenda o budoucnosti Krymu. Demonstranti Medžlisu vtrhli do budovy Nejvyšší rady Krymu, obsadili část prvního patra budovy a zablokovali tak jednání. Refat Čubarov během shromáždění řekl, že krymští Tataři nedovolí odtržení Krymu od Ukrajiny. Zároveň se zde konalo shromáždění „Ruského společenství Krym“. Mezi účastníky obou shromáždění došlo ke konfliktu, v jehož důsledku bylo zraněno 35 osob a dva lidé zemřeli: muž, který zemřel na infarkt, a žena ušlapaná v tlačenici.
27. února převzali neoznačení vojáci kontrolu nad tímto strategicky důležitým poloostrovem a obsadili budovu parlamentu. Tyto ozbrojence nazývala média „zelení mužíčci“ a později bylo potvrzeno, že šlo o příslušníky ruských speciálních jednotek. Ruské vedení přitom zapojení svých ozbrojenců do akcí na Krymu původně kategoricky popíralo.

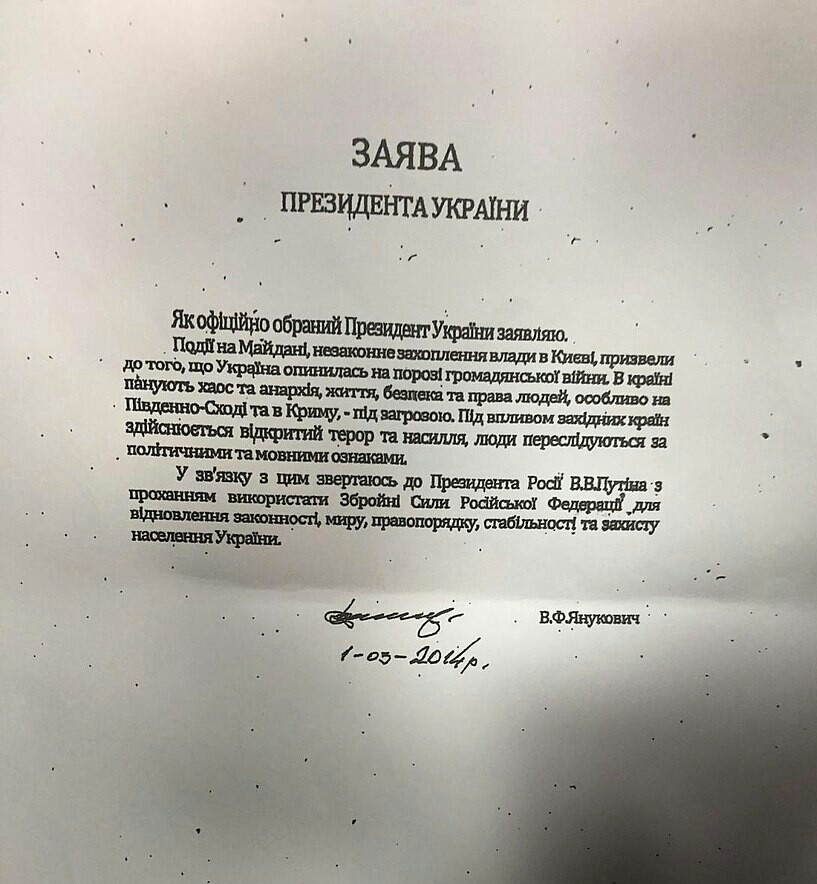
Dopis bývalého prezidenta Janukovyče Putinovi s prosbou o použití ruských ozbrojených sil z 1. března 2014

Dne 1. března 2014 odeslal sesazený ukrajinský prezident na útěku Viktor Janukovyč dopis prezidentu Ruské federace Vladimiru Putinovi s prosbou, „aby byly použity ozbrojené síly Ruské federace k nastolení zákonnosti, míru, práva a pořádku, stability a ochrany obyvatelstva Ukrajiny.“

1. března 2014 schválil ruský parlament prezidentův záměr nasadit na Krymu ruské vojáky kvůli „potřebě chránit Rusy na Krymu,“ což bylo podobné odůvodnění jako v případě ruské invaze do Gruzie z roku 2008, který následoval po vpádu gruzínské armády na území separatistické Jižní Osetie, údajně po provokaci rebelů. Území Jižní Osetie je však pod ruskou kontrolou již od rozpadu SSSR v roce 1991. Podobný důvod je udáván také v úvahách o případné ruské intervenci v Pobaltí.
Po převzetí kontroly nad územím poloostrova Ruskem a po Krymském referendu, konaném 16. března 2014, byla doposud ukrajinská Autonomní republika Krym na vlastní žádost anektována Ruskou federací. Vladimir Putin později vydal výnos, kterým ustanovil 27. únor Dnem speciálních sil. Dle Lidovky.cz ho ruská média ihned přejmenovala na „Den zelených človíčků“. Už v říjnu 2014 přitom ležel ve Státní dumě návrh den narozenin Vladimira Putina učinit „Dnem uctivých lidí“, jak se zelení mužíčci také eufemisticky přezdívají kvůli svému uctivému chování při převzetí Krymu.
V listopadu 2016 vydal svou zprávu Mezinárodní trestní soud, který rozhodl, že situace na Krymu je ozbrojeným konfliktem mezi Ruskem a Ukrajinou, který vypukl nejpozději 26. února 2014 vysláním ruských ozbrojených sil na Ukrajinu bez souhlasu ukrajinské vlády. Podle soudu je určujícím faktorem okupace cizího území.

## Zapojení do bojů na východě Ukrajiny

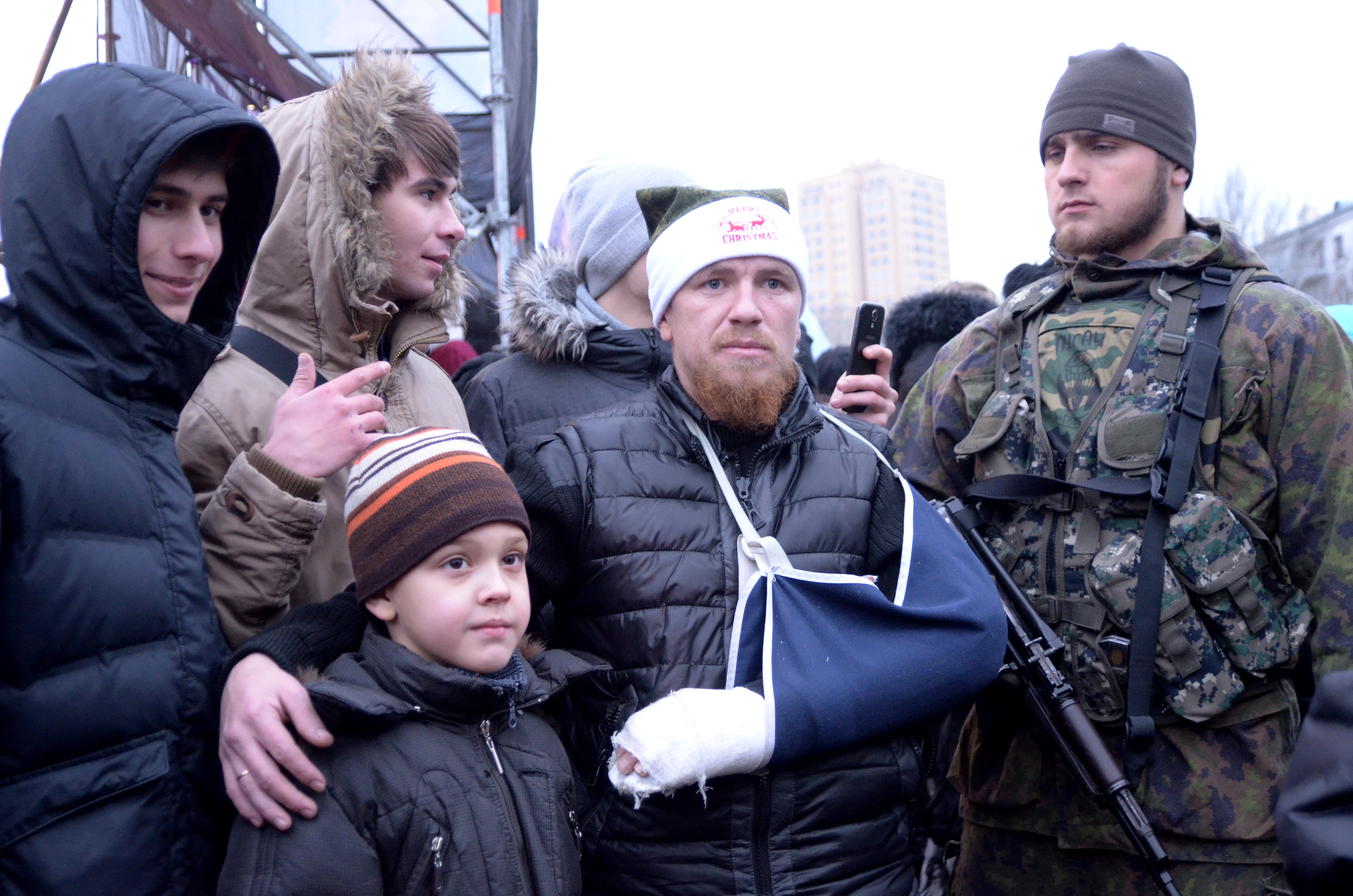
V Rusku narozený velitel praporu Sparta, Arsenij Pavlov (uprostřed), se fotografuje s dětmi v Doněcku, 25. prosince 2014

O několik měsíců později, když se rozhořelá jiná fáze ruské války na východní Ukrajině mezi proruskými vzbouřenci, kteří na území Donbasu vyhlásili nikým neuznaný stát Nové Rusko, a ukrajinskou armádou, překračovali ruští teroristé a neoznačené jednotky s těžkou vojenskou technikou jako posily vzbouřenců nekontrolované hranice Ukrajiny. Pomohli zabránit dobytí měst Doněck a Luhansk ukrajinskou armádou.

### Ostřelování z ruského území
Podle studie týmu Bellingcat, což je skupina britských investigativních novinářů, ostřelovala ruská armáda ukrajinské cíle také z ruského území. Novináři zdokumentovali tři velké střety, při kterých čelila ukrajinská strana zvlášť drtivému ostřelování. Šlo o bitvu ze 14. července u města Amvrosijivka, kde byli Ukrajinci ostřelováni nejméně 330 dělostřeleckými granáty z okolí ruské vesnice Selezněv. Další analýza těchto novinářů potvrdila ostřelování v oblasti u Červonopartyzansku, kde se Ukrajinci dostávali mezi 14. červencem až 8. srpnem pod těžkou palbu a museli kvůli ní nakonec vyklidit pozice. Palba nejméně 813 dělostřeleckých granátů přicházela podle jejich analýzy z 5 pozic, z nichž 4 byly dle této studie na ruském území, např. u města Gukovo.
Navíc Rusové hojně používají mučení proti zajatým Ukrajincům (vojenským i civilním, což je válečný zločin). Jedním z prvních zaznamenaných případů mučení válečných zajatců na Ukrajině byl incident ze 7. října 2014 ve městě Zugres (Doněcká oblast), kdy se třiapadesátiletý Ukrajinec Ihor Kożoma, který se pokusil vyvést svou manželku okupované území, byl připoután ke koloně a několik hodin mučen Rusy a místními separatisty. Podobný případ byl s obyvatelkou Doněcka Irynou Dovganovou (civilka), která byla veřejně mučena za svůj proukrajinský postoj.

### Sestřel civilního dopravního letounu Malajsijských aerolinií
Mezinárodní komise vyšetřující sestřel Boeingu 777 letu MH17 Malaysia Airlines 17. července 2014, při němž zahynulo 298 osob, zveřejnila 28. září 2016 závěry svého vyšetřování, dle nichž protiletadlový raketový systém 9K37 Buk, použitý k útoku, byl na teroristy držené území převezen z Ruska, na jehož území se také po provedení útoku vrátil.

### Ruské konvoje s humanitární pomocí
Rusko do oblastí ovládaných separatisty pravidelně posílá konvoje nákladních automobilů se zbožím, což označuje za humanitární pomoc. O humanitárních účelech ruských konvojů, které Rusko pravidelně od srpna 2014 posílá na území Ukrajiny, ale panují pochyby. Někteří komentátoři a ukrajinská strana mají zato, že konvoje slouží také k zásobování povstalců zbraněmi a vojenským materiálem. Konvoje procházejí na ukrajinské území většinou přes přechody ovládané separatisty a neprocházejí celní nebo jakoukoliv jinou kontrolou, přestože je Rusko vyzýváno k umožnění kontroly například Červeným křížem. Skutečný obsah kamionů a jeho určení tak zná pouze Rusko. V prosinci 2014 uvedl šéf jekatěrinburských válečných veteránů Vladimir Jefimov, že ruské humanitární konvoje do Donbasu tajně dopravily desítky bývalých příslušníků ruských speciálních jednotek, aby tam „zavedli pořádek.“

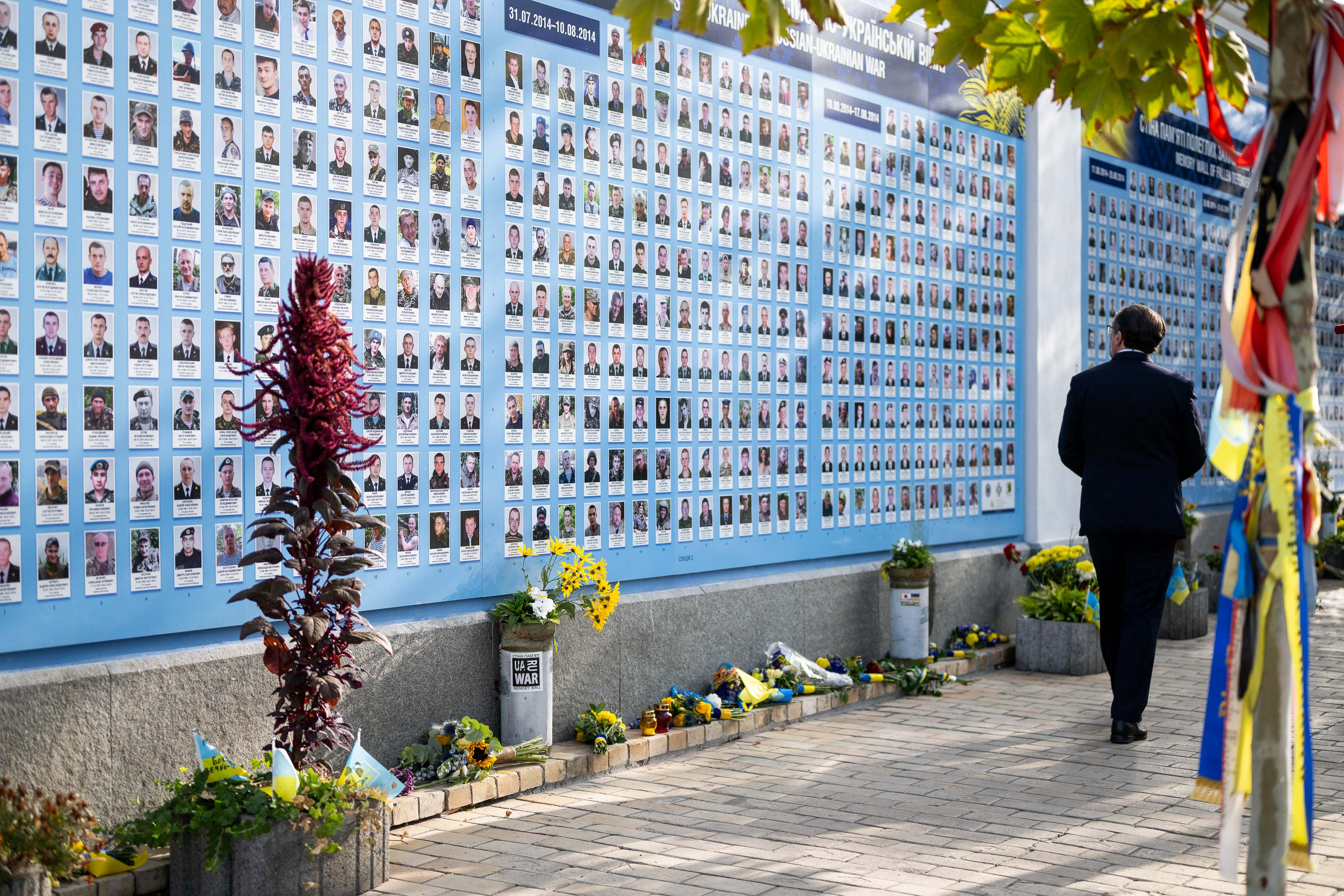
Padlí ukrajinští vojáci v roce 2014

Na začátku roku 2015 Ukrajina zastavila oblastem ovládaným separatisty dodávky plynu a elektřiny, načež Rusko prohlásilo, že dodávky nahradí ze svých zdrojů prozatím zadarmo.

### Zajatí ruští vojáci
Ukrajinská tajná služba SBU dne 26. srpna oznámila, že v Doněcké oblasti bylo zajato asi deset ruských výsadkářů. Rusko zajetí přiznalo s tím, že jeho elitní vojáci zabloudili přes nevyznačené hranice mezi oběma zeměmi. O několik dní později byli tito ruští výsadkáři vráceni zpět do vlasti výměnou za větší počet zajatých ukrajinských vojáků. Na konci srpna 2014 byla otevřena nová fronta na pobřeží Azovského moře, přičemž ruské „dobrovolné“ jednotky výrazně pomohly povstalcům při obsazení města a přístavu Novoazovsk a k proniknutí až k Mariupolu.
Podle vyjádření Alexandra Zacharčenka, premiéra Doněcké lidové republiky, byli ruští vojáci, kteří donedávna bojovali na Ukrajině, mimo službu nebo „na dovolené“.

### Rozsáhlá invaze
Na přelomu srpna a září došlo podle ukrajinské vlády k rozsáhlé invazi ozbrojených sil Ruské federace na východní Ukrajinu. Vývoj bojových operací obou stran konfliktu a předběžných vyjednávání diplomatů zainteresovaných zemí vedl k tomu, že byl dne 5. září 2014 ujednán a podepsán Minský protokol mezi Ukrajinou na jedné straně a Doněckou lidovou republikou spolu s Luhanskou lidovou republikou na straně druhé, a to za účasti Organizace pro bezpečnost a spolupráci v Evropě (OBSE) a Ruska. Tento protokol obsahoval 12 bodů, z nichž nejdůležitějším bylo okamžité příměří. 10. září prezident Porošenko uvedl, že většina ruských vojenských sil se z východní Ukrajiny stáhla. Příměří však bylo poté oběma stranami konfliktu neustále porušováno.[zdroj?] Přísun ruského vojenského materiálu a bojových jednotek pokračoval, což bylo oznámeno jak ze strany Ukrajiny, tak i NATO. Na Ukrajině také dle vyjádření některých rodinných příslušníků padlo mnoho ruských vojáků. Někteří rodinní příslušníci se později obrátili na ukrajinské úřady, aby jim pomohly s pátráním po osudech padlých. Aktivisté, kteří upozorňují na padlé ruské vojáky a dožadují se odpovědí, jsou dle jejich tvrzení a také tvrzení některých médií vězněni a zastrašováni. Tato tvrzení ruská vláda popírá[zdroj?] a zároveň také odmítá zprávy o jakékoliv invazi na území východní Ukrajiny. Oficiální postoj Ruska v listopadu 2014 byl, že jeho vojáci na Ukrajině byli na dovolené.

### Ukrajina nemá pod kontrolou svou státní hranici
K únoru 2015 neměla podle velitele ukrajinských pohraničníků Viktora Nazarenka Ukrajina pod kontrolou 493 km své státní hranice mezi Ruskem a ukrajinskými územími ovládanými teroristy, čili asi čtvrtinu rusko-ukrajinské hranice. Na dalších 144 km byly podle Reuters za pomoci Evropské unie vyhloubeny protitankové příkopy a na 90 km byly vybudovány ženijní překážky. Podle ČTK Rusko přitom dle tvrzení vojáků z Murmanského oddílu dál verbovalo své vojáky do teroristických oddílů na Ukrajině.

### Bitva u Debalceve a potvrzení ruské přítomnosti

Stav území Donbasu po dobytí Debalceva proruskými separatisty od 20. února 2015:
města ovládaná novoruskými povstalci
města ovládaná ukrajinskou armádou
města probíhajících bojů
největší rozsah povstaleckého území v průběhu krize

Stav k říjnu 2014:
města ovládaná ukrajinskou armádou na území, které dříve kontrolovali povstalci
území ovládané ukrajinskou armádou
města ovládaná povstaleckými a ruskými jednotkami
území ovládané povstaleckými a ruskými jednotkami
ruské území

Přes četná různorodá svědectví Rusko svou vojenskou přítomnost a pomoc ruským teroristům od začátku ruské války na Ukrajině popírá. Světoví politici ji naproti tomu ostře kritizují, například v souvislosti s porušováním druhé minské dohody o příměří v únoru 2015. Ruské jednotky a vojenská technika totiž dle ukrajinského prezidenta navzdory příměří dále operovaly především v bojích o Debalceve. Pomohly povstalcům dobýt toto strategicky důležité území a ukrajinské armádě byly způsobeny silné ztráty na lidech, těžkých zbraních a munici.
Často se objevovaly hlasy, že ruští vojáci na Ukrajině jsou jen dobrovolníci, což řekl například i náčelník ukrajinského generálního štábu Viktor Muženko. Dobrovolníky z Ruska, bývalé příslušníky ruských speciálních jednotek, podle šéfa jekatěrinburských válečných veteránů Vladimira Jefimova tajně dopravovaly do Donbasu i ruské humanitární konvoje. Měsíční žold těchto dobrovolníků se v roce 2014 pohyboval od 90 tisíc rublů pro řadové vojáky (39 tisíc korun), důstojníci vydělali 150 až 240 tisíc rublů (až 103 tisíc korun). Kromě peněz byly jejich motivací také dosavadní nuda nebo adrenalin.

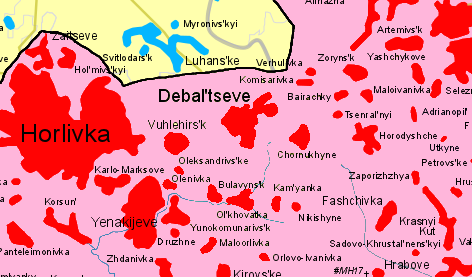
Území u Debalceva kontrolované Ukrajinou a proruskými separatisty po skončení tamějších bojů. Stav od 20. února 2015

Dne 3. března ale popsal na svém příkladu u Debalceva těžce popálený ruský burjatský tankista Dorži Batomunkujev v rozhovoru s ruským opozičním deníkem Novaja gazeta, jak ruská armáda posílá vojáky na ukrajinská bojiště, aniž by jim cokoliv o Ukrajině řekla. Ačkoliv vojáci od zkušenějších kamarádů vědí, kam jedou, oficiálně je jim sděleno, že jedou na manévry. Před odjezdem podepisují žádost o propuštění z armády, pro úřady jsou tak „na dovolené“. Každý prý může vyslání odmítnout. Před akcí jsou vojáci velmi důkladně cvičeni, všechny druhy vojska. Tankisté už ve výchozí stanici zamalují čísla a odznaky jednotky na tancích. Nášivky a identifikační znaky vojáci sundají až na cvičišti. Před hranicí jim jsou odebrány doklady a mobily a přejedou na Ukrajinu. Zraněné odveze sanitka do Rostova na Donu, odkud jsou převezeni do svých domovů jako „náklad 300“, což je ruský vojenský kód pro raněné („náklad 200“ je pro mrtvé).
Podle svědectví separatistů, místních či na Ukrajině nasazených Rusů jsou na Ukrajinu z Ruska posíláni obyvatelé Sibiře, především právě Burjati. Vojáci ze západnějších oblastí Ruska na Ukrajinu údajně nechtějí. Podle separatistů jde ale v případě Burjatů většinou o dobrovolníky. Podle ruských aktivistů jako je např. organizace Občané, armáda, právo, nutí armáda vojáky na povinné vojenské službě, aby se stali profesionály a mohla je tak podle platných předpisů poslat i do zahraničí. Motivuje je hlavně finančně průměrnými až nadstandardními platy podle hodnosti.
V květnu 2015 agentura Reuters přinesla další svědectví o způsobu nasazení ruských vojáků do bojů. Jeden z elitních důstojníků Kantěmirovské tankové divize agentuře řekl, že byl poslán na cvičení na jihu Ruska. Nakonec ale skončil v konvoji tanků na Ukrajině, kde bojoval od léta do září 2014 v tanku T-72B3. Při překročení hranice podplukovník vojákům této jednotky vyhrožoval, že mohou skončit ve vězení, pokud nebudou plnit rozkazy. Dva z těchto vojáků přesto odmítli na Ukrajině zůstat a byli tak někam odvedeni s tím, že podle podplukovníka jednotky bylo zahájeno jejich trestní stíhání. Když jim pak ale kolegové volali, ukázalo se, že tito vojáci jen odešli z armády a zůstali doma. Armáda prý navíc neplní sliby, které vojáci dostali. Podle nich měli vojáci dostat denní příspěvky, příplatky za boje a medaile, nic z toho ale nedostali. Zpovídaný voják a jeho 13 kolegů tak k 12. prosinci 2014 odešli z armády. Agentura Reuters získala také zpověď vojáka, který obsluhoval v roce 2014 na hranicích s Ukrajinou v Rostovské oblasti raketomet BM-21 Grad. Jeho posádka dostala tehdy rozkaz připravit se na boj a sundat si označení, oficiálně šlo přitom o cvičení, podle nadřízených „velké cvičení, jehož se zúčastní velké síly“. Na začátku září dostali rozkaz pálit na cíl, který podle vojáka možná ležel na Ukrajině. Jiná ruská baterie raketometů přitom podle jeho svědectví hranici přejela a strávila na Ukrajině deset dní. Nakonec spolu s dalšími čtyřmi kolegy z armády odešel, protože se bál nasazení v bojích na Ukrajině. Ruské ministerstvo obrany tyto odchody z armády odmítlo komentovat.

### Ruské ztráty podle Němcovovy zprávy
Předák ruské opozice Boris Němcov, zavražděný 27. února 2015 v Moskvě, v posledních měsících života sbíral materiály o anexi Krymu a účasti Ruska ve válce na Donbase. Část z nich zabavila policie při prohlídce bytu po jeho smrti, ale v práci pokračovala skupina expertů pod vedením opozičního politika Ilji Jašina a v květnu 2015 vyšla pod Němcovovým názvem „Putin. Válka“ v minimálním nákladu dvou tisíc výtisků 64-stránková zpráva. Práci odmítlo vytisknout 14 tiskáren a PayPal zablokoval účet zřízený na její podporu. Podle politologa Alexandra Požalova přitom zpráva nebyla významná tím, že by odhalovala dosud neznámá fakta, ale tím, že byla schopná přilákat pozornost k tomuto tématu a vyvolat reakci Západu. Většina obsažených informací pocházela z otevřených zdrojů.

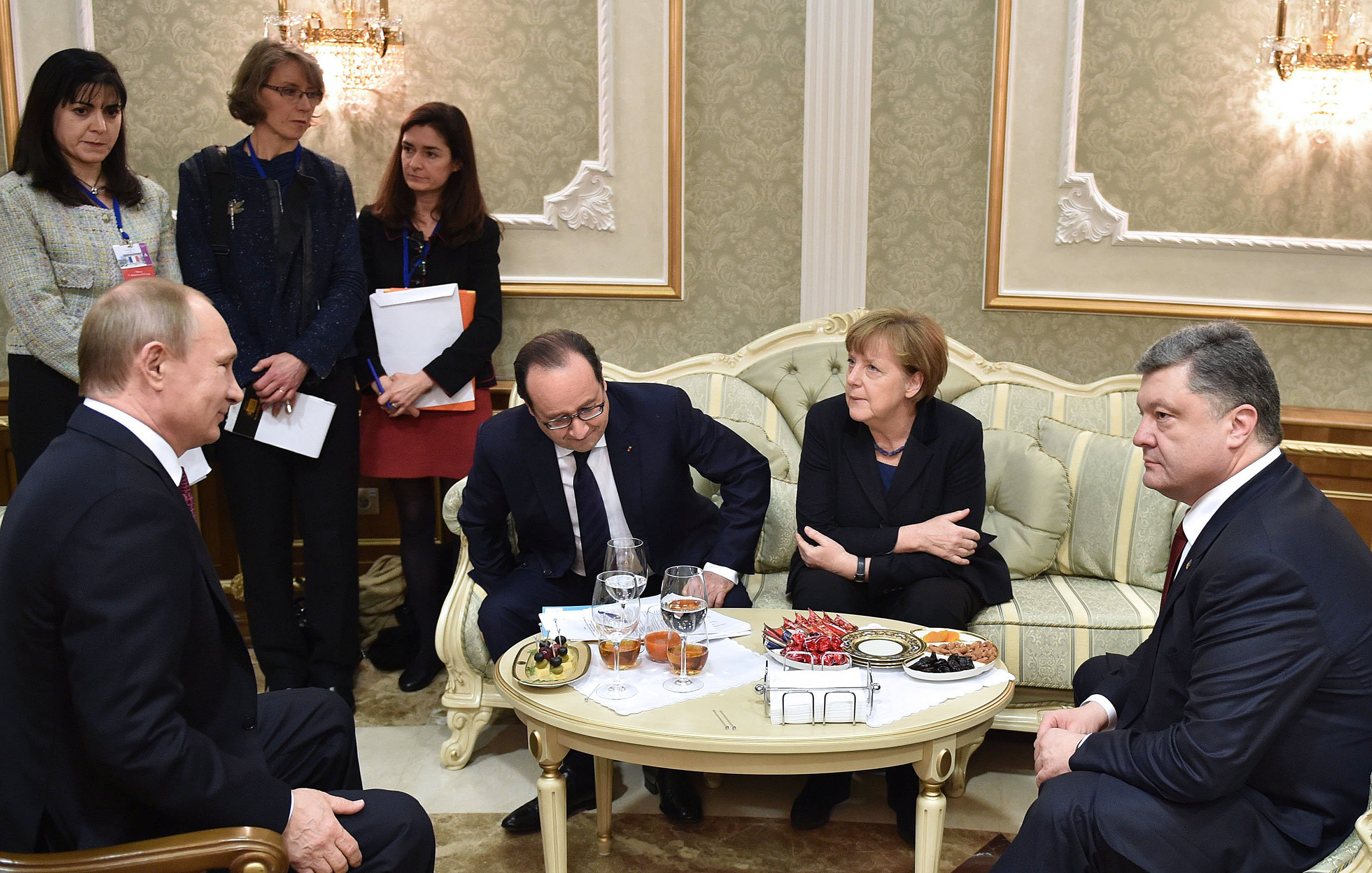
Prezidenti Ruska, Francie a Ukrajiny a německá kancléřka jednají v Minsku o Druhé minské dohodě, 11. února 2015

Podle ve zprávě obsažených výpočtů ruského ekonoma Sergeje Alexašenka Rusko od začátku války v červenci 2014 utratilo při anexi Krymu a následné „účasti ve vojenské kampani“ na východě Ukrajiny asi 53 miliard rublů (v přepočtu 25,6 miliard korun) na podporu dobrovolníků a povstalců a na provoz a údržbu techniky. Dalších 80 miliard rublů Rusko stály výdaje určené pro běžence z regionálních rozpočtů. V důsledku zvýšení cen o 5,5 procenta v návaznosti na západní sankce vůči Rusu a odvětní embargo z ruské strany přišli ruští občané o dva biliony rublů ze svých mezd a 750 miliard rublů z úspor.
Podle této zprávy padlo na Ukrajině v srpnu 2014 při pomoci proruským separatistům zastavit ofenzivu ukrajinské armády nejméně 150 ruských vojáků. 70 jich padlo v únorových těžkých bojích u Debalceva.

### Příprava nové ofenzívy
K dubnu 2015 bylo příměří nadále neustále porušováno, když podle OBSE povstalci i ukrajinská armáda běžně používali zbraně, které měly být podle druhé minské dohody z fronty staženy. Povstalci pokračovali v porušování příměří a užívání těchto zbraní i nadále v květnu. Podle amerického ministra obrany Ashtona Cartera a NATO navíc Rusko připravovalo novou ofenzívu. Podle vrchního velitele NATO v Evropě, generála Breedlova, Moskva v minulých měsících do Donbasu přesunula 1000 kusů těžkých zbraní a podle ukrajinského prezidenta čeká k začátku května 2015 na hranicích 50 tisíc ruských vojáků, na východě Ukrajiny přitom podle něj proti Ukrajině bojuje na 40 tisíc ozbrojenců a mezi nimi 11 tisíc Rusů. Podle generálního tajemníka NATO Jense Stoltenberga k hranicím i do nitra východní Ukrajiny neustále posílá Rusko těžkou výzbroj, tanky, dělostřelectvo, munici, systémy protivzdušné obrany a pokračuje s vytrvalým výcvikem. Separatisté podporovaní Ruskem tak podle něj mají kapacity na zahájení nových, překvapivých útoků. Moskva podle amerických tajných služeb prohloubila kontrolu nad separatistickými jednotkami a Američané je tak označují jako kombinované rusko-separatistické síly. Rusko přitom plánuje další humanitární konvoj, který je podle Ukrajiny další kamuflovaná vojenská pomoc separatistům.
Vrchní velitel NATO v Evropě, americký generál Philip M. Breedlove, byl vysoce postavenými německými diplomaty z okruhu německé vlády v březnu 2015 obviněn z uvádění nepravdivých informací o přítomnosti ruských sil na Ukrajině a z pokusu o podkopávání politiky německé kancléřky Merkelové, která se situaci na Ukrajině snaží řešit pomocí diplomacie. Podle německého magazínu Der Spiegel generál Breedlove v posledních měsících mnohokrát veřejně varoval před hrozící ruskou invazí nebo před přítomností vysokého počtu ruských vojáků na Ukrajině, a pokaždé se podle německé rozvědky jeho informace ukázaly jako přehnané nebo nepravdivé. Znepokojení nad výroky generála Breedlova vyjádřili i někteří velvyslanci členských států při NATO.

### Zajatí příslušníci ruského Specnazu
V polovině května zajal dobrovolnický prapor Ajdar Ukrajinských ozbrojených sil dva příslušníky ruských speciálních sil, kteří bojovali po boku separatistů. Podle lékaře, který po zajetí ošetřil jejich zranění, jde o Alexandra Alexandrova a důstojníka Jevgenije Jerovejeva ze 3. gardové brigády speciálních sil z města Toljatti. Ti z Luhansku vyrazili do boje na základě mylné informace, že ukrajinský prapor uvolnil své pozice. Na základě tohoto domnělého ústupu podle jednoho z členů ukrajinského dobrovolnického praporu „ruská diverzní a průzkumná jednotka“ zkoumala bdělost ukrajinské obrany.
V té době nadále docházelo k porušování příměří ze strany separatistů a k obětem na zdraví i životech. Od vyhlášení druhého příměří 15. února bylo separatisty při ostřelování zabito podle ukrajinského prezidenta Porošenka 83 ukrajinských vojáků a přes 400 dalších zraněno. Z porušování příměří ale obviňovali i separatisté Ukrajinu.

### Objevení ruských vojáků misí OBSE
Na začátku srpna 2015 při rutinní prohlídce skladů těžké vojenské techniky proruských separatistů v jednom z nich OBSE objevila ruské vojáky. Jeden z ozbrojenců prohlásil, že on a několik jeho kolegů hlídá skladiště a náleží k 16. výsadkové brigádě ruské armády v Orenburgu. Na uniformě nikdo z nich neměl žádné identifikační znaky. Ruské úřady to podle ruského prezidentského mluvčího Dmitrije Peskova prověřují, ale podle něj se předchozí případy nepotvrdily.

### Klid zbraní na začátku ruské intervence v Sýrii

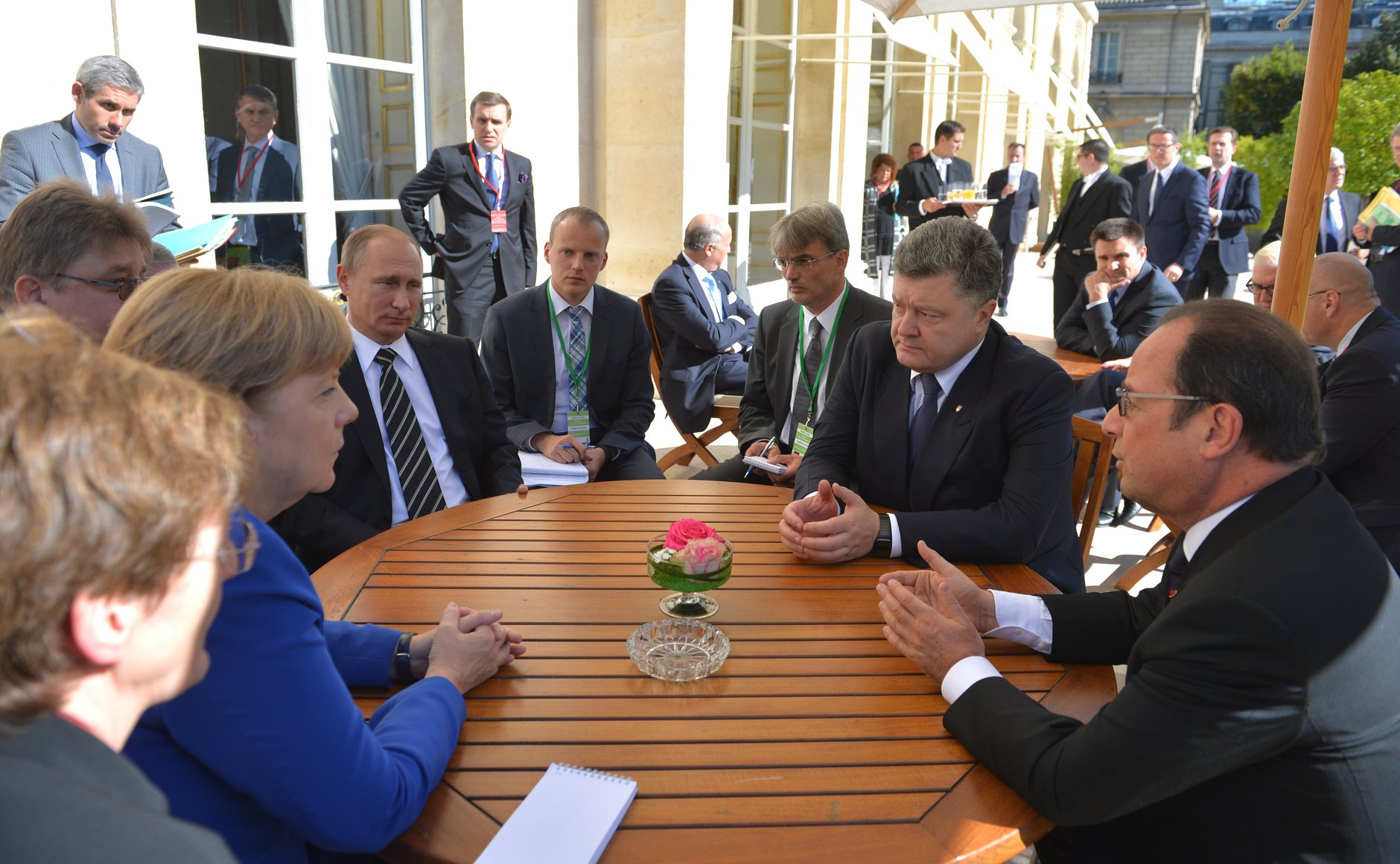
Setkání ruského prezidenta Putina s prezidenty Porošenkem, Hollandem a kancléřkou Merkelovou, 2. října 2015

Navzdory příměří Ruskem podporované separatistické jednotky až do 1. září 2015 ostřelovaly ukrajinské cíle a zabily desítky ukrajinských vojáků. Ruské síly se 1. září začaly stahovat do Sýrie a zbraně na 2 měsíce utichly. V listopadu střelba znovu ožila a na ukrajinské pozice začaly separatistické Ruskem podporované jednotky útočit znovu, a to včetně těžkých zbraní jako Grad, které už byly hlášeny jako stažené dle dohodnutého příměří. Mezitím si ale světová média přestala ukrajinské krize všímat a jejich pozornost se změřila na aktuálně probíhající migrační vlnu a ruskou vojenskou intervenci v Sýrii. Dle českého generála v.v. Jiřího Šedivého Rusko na začátku války na Ukrajině úspěšně využilo svou strategii zastínit touto válkou anexi Krymu, protože se svět začal obávat širšího ukrajinského konfliktu a na Krym a ukrajinské nároky na něj se potom téměř zapomnělo. Dle českého politologa Jana Šíra se Rusko snaží svou intervencí v Sýrii rozšířit tuto strategii a odvrátit světovou pozornost právě od konfliktu na Ukrajině.

### Odříznutí Ukrajiny od energetických zdrojů
25. listopadu 2015 Rusko přestalo dodávat na Ukrajinu zemní plyn s tím, že chce platby předem. Už v minulých zimních sezónách Rusko několikrát omezilo nebo zastavilo vývoz plynu na Ukrajinu kvůli nezaplaceným dodávkám a průběžně zvedalo ceny. Ukrajina mluvila o vydírání. V reakci několik hodin na to oznámil ukrajinský premiér Arsenij Jaceňuk zákaz tranzitních letů všech ruských leteckých společností přes svůj vzdušný prostor, aby bylo zamezeno případným provokacím. Navíc bylo krymskými Tatary a militantními protiruskými aktivisty z hnutí Blokáda Krymu v noci na neděli 22. listopadu sabotováno vedení vysokého napětí na Krym, podle Putina s tichým souhlasem Kyjeva. Bez proudu se ocitla zhruba polovina krymských obyvatel a Rusko dovezlo několik set dieselových generátorů. Ochromeny byly některé podniky na Krymu a školy vyhlásily do konce listopadu prázdniny. Ukrajinská energetická společnost Ukrenergo začala pracovat na opravách hned, jak přestali poškozené sloupy blokovat aktivisté, kteří tak chtěli dosáhnout propuštění ukrajinských politických vězňů v Rusku a na Krymu. Jako reakci na odříznutí Krymu od elektřiny Rusko 28. listopadu odřízlo Ukrajinu od donbaského uhlí, formálně kvůli opožděným platbám. Rezervy měla Ukrajina přitom jen na zhruba měsíc až dva.

### Oficiální výroky o ruské přítomnosti
Stejně jako Rusko původně popíralo vojenskou přítomnost na Krymu, popíralo ji i na východě Ukrajiny. Nejprve Rusko hovořilo o zapojení pouze dobrovolníků nebo vojáků na dovolené či v důchodu. V prosinci 2015 ale Vladimir Putin přiznal, že jsou v Donbasu lidé plnící různé úkoly včetně vojenských, nicméně nešlo podle něj o pravidelné jednotky. V říjnu 2016 poprvé připustil angažovanost na východní Ukrajině kvůli obraně rusky hovořícího obyvatelstva Donbasu po převratu na Ukrajině. Konkrétně k tomu uvedl: „Nebyli jsme to my, kdo vyvolal převrat na Ukrajině. Pak, když jsme byli dohnáni, a to chci podtrhnout, dohnáni, k obraně rusky hovořícího obyvatelstva Donbasu... přišla vlna amerických protiruských opatření a sankcí.“

### Ruský vir umožňující zaměřovat ukrajinské dělostřelectvo
V prosinci 2016 vydala americká technologická společnost CrowdStrike vyšetřovací studii, podle které skupina hackerů Fancy Bear vyvinula malware typu X-Agent pro mobilní telefony Android s názvem Попр-Д30.apk, který umožňoval ovládat telefon na dálku, získávat komunikaci a prostřednictvím GPS zaměřovat ukrajinské dělostřelecké pozice a poskytovat je proruským jednotkám. Studie této bezpečnostní firmy údajně obsahuje silné důkazy, že je skupina napojena na ruské tajné služby. Jeden ze zakladatelů bezpečnostní společnosti Adam Meyers uvedl, že po několikaměsíčním vyšetřování zjistili pravděpodobné napojení skupiny Fancy Bear na ruskou vojenskou rozvědku GRU a úzkou spolupráci s ruskými ozbrojenými silami, které údajně operují na východní Ukrajině. Aplikaci v době silných bojů od roku 2014 masivně v ukrajinské armádě distribuoval důstojník 55. dělostřelecké brigády Jaroslav Šercuk. Software byl původně zcela legitimní a měl devět tisíc uživatelů, šířen byl autorem pouze prostřednictvím jeho stránek na sociálních sítích. Nakonec ale umožňovala krátit proruské obsluze 122 mm děl D-30 čas potřebný k přípravě palby z minut na desítky sekund. Během dvou let bojů přišlo ukrajinské dělostřelectvo o polovinu své výzbroje a přes 80 procent ztrát způsobily právě houfnice D-30.

## Mediální pokrytí a propaganda

### Rusko a Západ
Ruská státní a provládní média vykládají vývoj vztahů Ruska a Západu především v souvislosti s ukrajinskou krizí po svém. Dekadentní Západ podle nich chce zlikvidovat vzrůstající ruskou sílu a Spojené státy a Evropská unie mohou za vznik celého ukrajinského konfliktu. Ukrajinská vláda je podle nich fašistická a na východě vlastní země utlačuje a vraždí ruskojazyčné obyvatelstvo. Tuto rétoriku pak v Evropské unii přejímá část politického spektra a někteří účastníci internetových diskusí.
Putinův poradce Sergej Markov uvedl, že Rusko brání své menšiny před rusofobií a rasismem vládnoucí elity na Západě, která podle něj mj. začala ukrajinskou krizi. Na Ukrajině podle něj vládne ultranacionalistický fašistický teror ukrajinské junty a Rusko musí trpící Rusy zachránit. Na územích, kde operují ruští vojáci, podle něj vládne demokracie a svoboda slova. Ruská válečná propaganda cílí také na početné ruské menšiny v Pobaltí a Rusko jim podává pomocnou ruku. Markov uvedl, že Estonsko a Lotyšsko mají všechny důvody obávat se ruské agrese, protože podle něj uplatňují represivní přístup vůči ruské menšině. V Estonsku ruská menšina tvoří 25 procent obyvatel, v Lotyšsku 27 a v Litvě 5 procent. Podle švédské televize SVT, která rozhovor přinesla, záleží jestli tuto propagandu Rusové v Pobaltí přijmou.

### Reakce v ruské společnosti

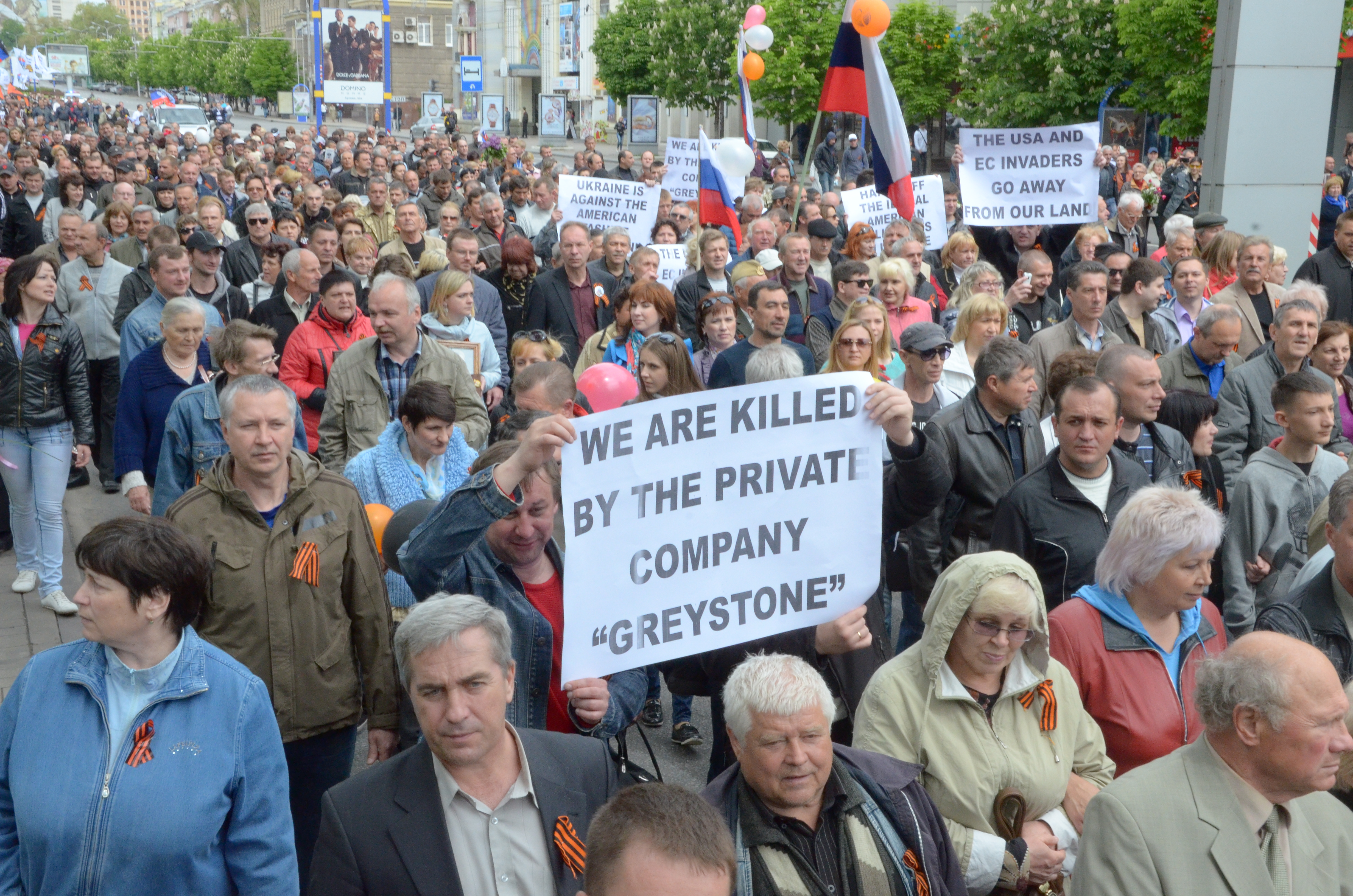
Obyvatelé Doněcku s ruskými vlajkami a protiamerickými transparenty, 9. května 2014

Průzkum provedený v srpnu 2014 analytickým Centrem Levada zjistil, že pouze 13 % dotázaných Rusů by podpořilo ruskou vládu v otevřené válce s Ukrajinou. V březnu 2014 v Rusku vypukly pouliční protesty proti anexi Krymu a ruské intervenci na Ukrajině. Dne 21. září 2014 protestovaly proti válce na Ukrajině „desítky tisíc“ lidí v centru Moskvy.
Ruské státní televizní stanice, které sleduje 94 % obyvatel, podle ruského sociologa Borise Dubina šířily strach z okolního světa, který nerozumí složité ruské povaze“. Z pořadů vyplývá pocit, že Rusové jsou jiní, složitější, lepší, s výjimečnou historickou zkušeností. Putin je pak se svými postoji, které jsou pro většinu ostatního světa nepřípustné, pro Rusy hrdinou. Když Putin tvrdí, že na Ukrajině ruští vojáci nejsou, všichni včetně Rusů podle Dubina vědí, že to není pravda, ale část Rusů to považuje za povolenou a geniální válečnou lest. Pohrdání druhými je vnímáno jako projev hrdosti a nezávislosti svébytného ruského národa. Narcismus ovládá státní, občanskou i vojenskou politiku v Rusku.
Historik Alexej Kelin si myslí, že Rusové vnímají více emocionálně než Evropané, což je důsledkem toho, že se jim ještě nepodařilo dohnat Evropu ve všech směrech a zbavit se definitivně následků mongolské nadvlády, o což se snaží od dob Petra Velikého. Ruská elita podle něj byla vždy daleko od poddaných a neexistovala žádná občanská zkušenost, jen v roce 1917 byla procarská elita vystřídána bolševickými demagogy. Mocnáři si od té doby jen udržovali stav okolnostmi vynucené loajality poddaných. Poddanství je přitom voliči vnímáno jako ochranářství a privilegia mocných jako přirozenost. Současný stav voličstvu vyhovuje a jen 20 procent Rusů se účastní politického života.

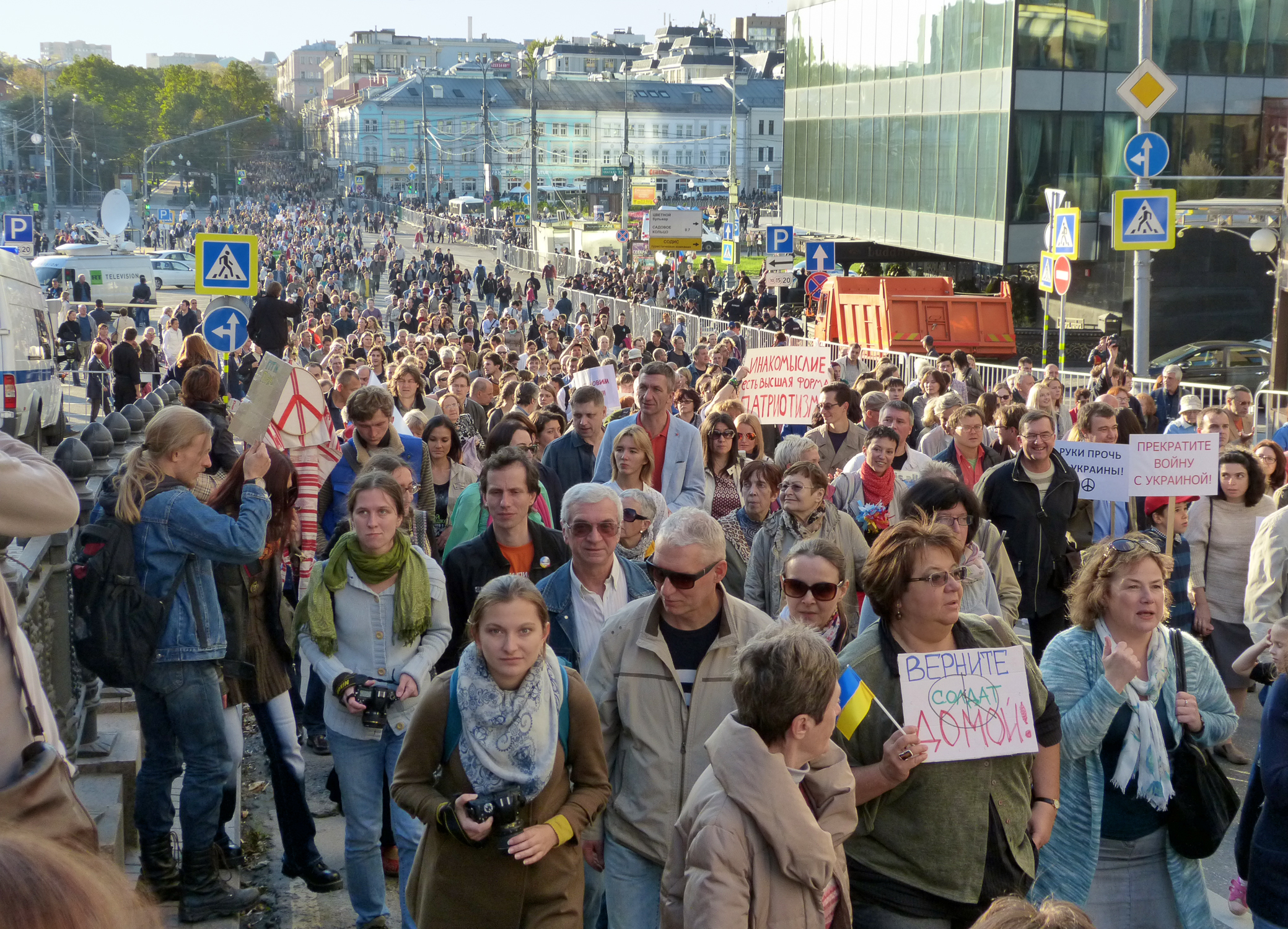
Protiválečný protest v Moskvě 21. září 2014

Ostře se na téma Putinova režimu, potažmo ruské intervence na Ukrajině, vyslovoval Boris Němcov jakožto jeden z hlavních ruských opozičních předáků. 80 procentní podporu Rusů Putinovi přikládá tomu, že Putin „systematicky Rusům vymýval mozky.“ Vyvolal u nich pocit méněcennosti vůči Západu, nenávist k cizincům, pocit, že je potřeba obnovit sovětské pořádky, a víru, že lze svět ohromit pouze násilím, agresí, silou a strachem. Propaganda Goebbelsova stylu, kdy je apelováno na city a jedná se podle hesla „tisíckrát opakovaná lež se stává pravdou,“ cílí na prosté lidi a je podle Němcova účinná. Stojí za ní podle něj také generální ředitel Prvního kanálu Konstantin Ernst nebo vedoucí provládní agentury Rusko dnes Dmitrij Kiseljov. Rusko se podle Němcova pomalu mění v jakýsi hybridní fašistický stát využívající některé fašistické prvky. Národnostní menšiny, jazyk a kulturu používá k rozkladu okolních států zevnitř a používá proti nim i proti vlastním lidem zločinné metody. Podle Němcovova odhadu bude Putin krizi na Ukrajině spíše prohlubovat a bude dál investovat do armády.

### Ruská média a propaganda

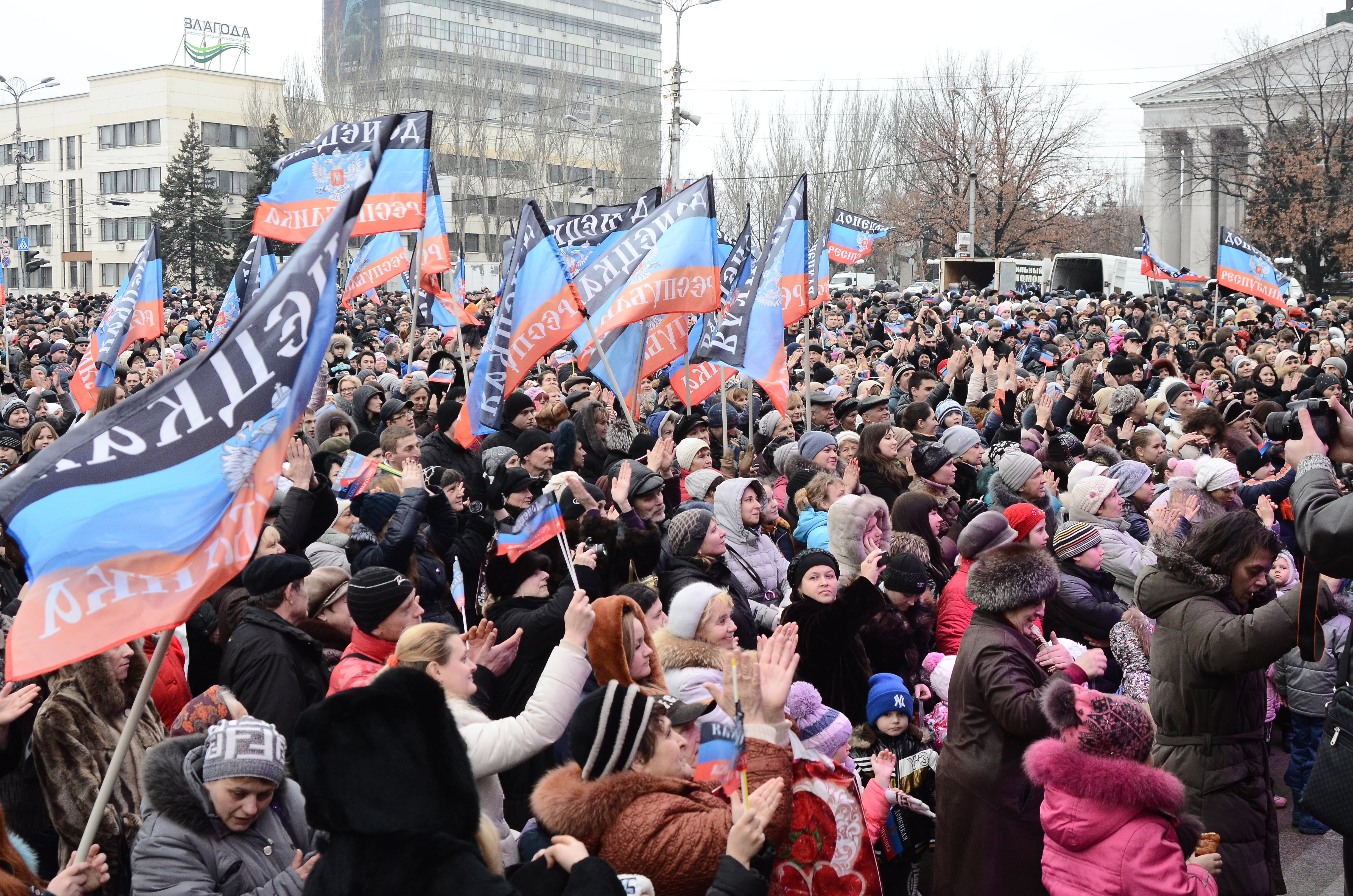
Proruské obyvatelstvo Donbasu, pro které byla hlavním zdrojem informací ruská státní média, 20. prosince 2014

Ruská média bývají západními komentátory často obviňována z propagandistického pokřivení faktů ve svých reportážích nebo z tajení ruské techniky na povstalecké straně. Podle internetového deníku Echo24 je ruská propaganda v souvislosti s válkou na východní Ukrajině velmi intenzivní a její dosah je ohromný. Deník ji dokonce označil jako „ruské lži“, podobně jako Lidovky.cz. Agenturou Associated Press byly zachyceny praktiky ruských internetových trolů (v Petrohradu, následně převzato světovými médii), kteří podle ní šíří manipulativní (nepravdivé) informace na diskuzních fórech a webech, sami tito lidé pak uvádějí "stojí za tím vláda".
Server Echo24 odkázal na slovenský Denník N, který přinesl seznam aktivisty Juraje Smetany. Tento seznam obsahuje údaje o internetových stránkách, které propagandu ruských médií tlumočí v prostředí českého a slovenského internetu. Podle Smetany jsou tyto weby sice většinou anonymní, ale působí „profesionálním dojmem“. Často mají kromě toho společné to, že celkově líčí Rusko jako zdravou duchovní zemi, kdežto v západních zemích je podle nich morálně rozvrácená společnost.
Na rozmach ruské propagandy v Česku upozornila i BBC. V Česku vznikla velká skupina profesionálně vypadajících zpravodajských webů, které prezentují ruská stanoviska a dávají velký prostor ukrajinské krizi. Mají nepřehlednou vlastnickou strukturu a vyvstává tak otázka, kdo je financuje. Podle těchto webů je například ukrajinská vláda označována jako fašistická a Spojené státy podle nich plánují ovládnout svět. České stránky ruské oficiální zpravodajské služby Sputnik (bývalý Hlas Ruska) uvádí zprávy s titulky jako „Ruská armáda je nejsilnější v Evropě“ nebo „Obama nenávidí Rusko“. Při průjezdu konvoje Američanů přes Českou republiku si ruské televize všímaly jen negativních informací a některé informace naopak zatajovaly. Podle dvou ze čtyř průzkumů od STEM/MARK a Phoenix research on-line většina Čechů proti konvoji nic neměla, podle třetího od SANEP byly tábory příznivců a odpůrců vyrovnané a podle čtvrtého od Medianu bylo 38 % lidí pro konvoj a 25 % proti, ruská média ale informovala o tom, že Češi jsou proti a masově protestují. Ještě silnější propaganda v ruštině je z Ruska cílena na pobaltské ruské menšiny.
Evropská unie přišla v březnu 2015 s plánem do června stanovit způsob, jak bojovat proti ruské dezinformační kampani. V lednu 2015 problematiku nebezpečí ruské propagandy probírali na svém setkání ministři zahraničí Evropské unie. Už dříve zazněla možnost vzniku ruskojazyčné televize podporované EU. Diplomaté zdůrazňovali, že je potřeba na ruskou propagandu odpovídat nikoliv vlastní propagandou, ale podáváním kvalitních informací.

### Rozhovor s Batomunkujevem jako ukázka ruské propagandy
3. března přinesl ruský opoziční deník Novaja Gazeta rozhovor s těžce popáleným ruským burjatským tankistou Dorži Batomunkujevem, který ke svým zraněním přišel na Ukrajině v bojích u Debalceva. Batomunkujev tvrdil, že když jeli v tanku, občas bylo rádio rušeno Ukrajinci, kteří vysílali zprávu: „Poslouchejte pozorně, vy zrůdy z Moskvy, Pitěru, Rostova. Všechny vás zabijeme. Zabijeme vás, vaše ženy, vaše děti, vaše rodiče. Jsme fašisti. Před ničím se nezastavíme. Budeme vás zabíjet jako naši bratři Čečenci, uřežeme vám hlavy. Zapamatujte si to. Pošleme vás domů v zinkových rakvích, rozsekané na kousky.“
Podle Batomunkujeva je prezident Putin „vychytralý politik“ hájící ruské zájmy, které jsou ohrožovány Organizací spojených národů a Evropskou unií. Ruská vláda podle něj chápe, že je potřeba pomoci, ale nemůže vojáky vyslat oficiálně, aby „nenaštvala Evropu“ a Severoatlantickou alianci (NATO). Batomunkujev si myslí, že sama NATO přitom Ukrajincům dodává zbraně. Je také přesvědčen, že bojoval za správnou věc. Nebyl pyšný na to, že zabíjel lidi, ale uklidňovalo ho, že to bylo v zájmu míru a obyčejných lidí – dětí, dědečků a babiček, zemědělců atd. Připomínal si požár budovy odborů v Oděse, ve kterém uhořely desítky odpůrců vlády Arsenije Jaceňuka. Ukrajinští vojáci podle něj zabíjeli nevinné lidi, civilní obyvatelstvo a děti.
V březnu 2015, po uzavření příměří v Minsku mezi proruskými separatisty v Donbasu a ukrajinskou vládou, němečtí představitelé kritizovali vrchního velitele sil NATO v Evropě, amerického generála Philipa Breedlova, za "nepravdivá tvrzení a přehnané soudy“ o přítomnosti ruských vojsk na Ukrajině, které podle nejmenovaného německého představitele zbytečně vyhrocují ukrajinskou krizi a ohrožují důvěryhodnost NATO.

## Mezinárodní reakce

### Diplomatické kroky

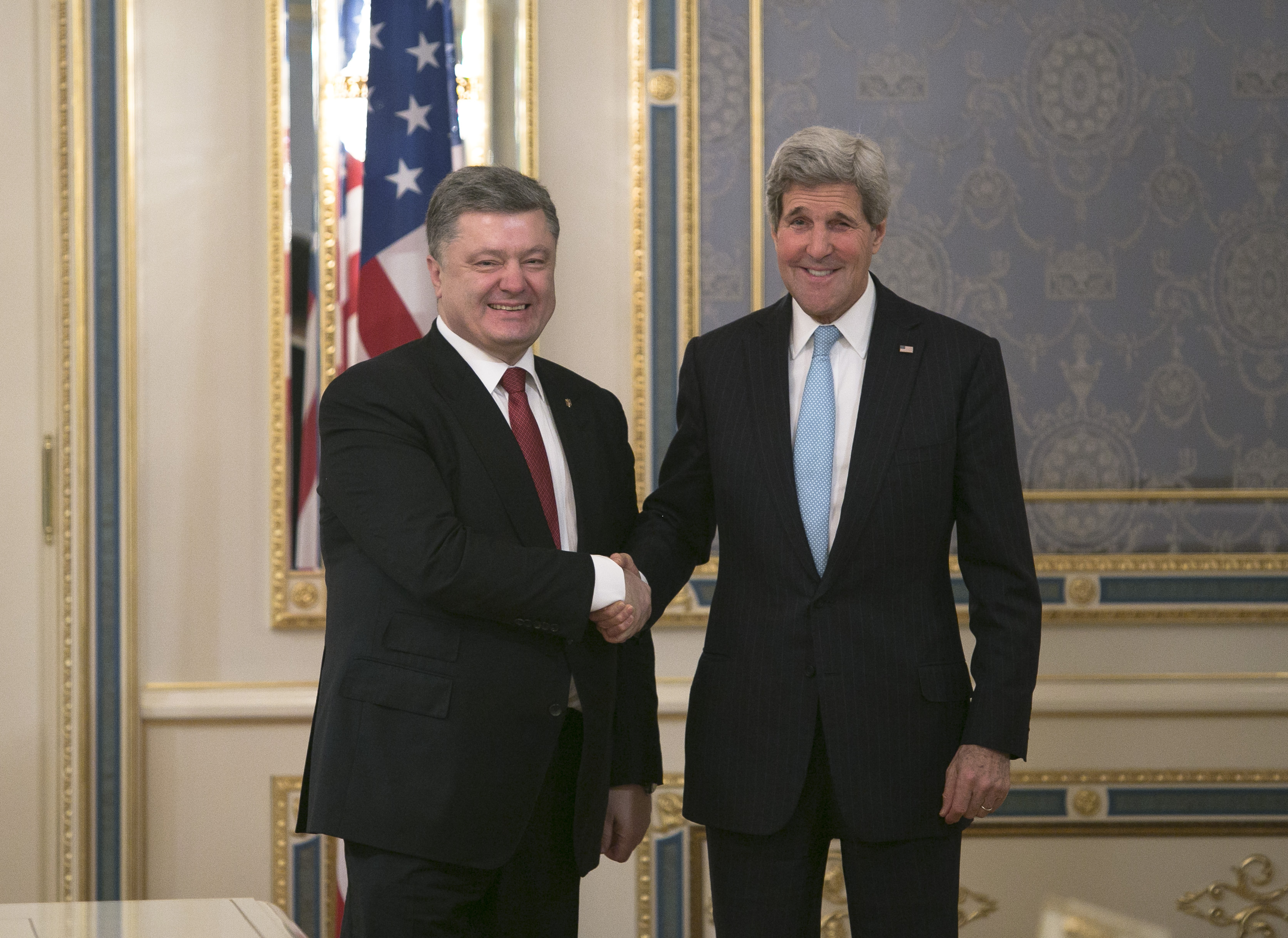
Americký ministr zahraničí John Kerry a ukrajinský prezident Porošenko při setkání Kyjevě, 5. února 2015

Hlavy států a předsedové vlád členských států Evropské unie na svém setkání 6. března 2014 důrazně odsoudili nevyprovokované porušení ukrajinské svrchovanosti a územní celistvosti Ruskou federací a vyzvali ruskou vládu, aby okamžitě stáhla své ozbrojené síly na jejich základny v souladu s příslušnými dohodami. Dále vyzvali Ruskou federaci, aby umožnila okamžitý přístup mezinárodních pozorovatelů do oblastí východní Ukrajiny. Podle hlav států a vlád bylo rozhodnutí Nejvyšší rady Autonomní republiky Krym uspořádat referendum o budoucím statusu území v rozporu s ukrajinskou ústavou, a tudíž protiprávní. Bylo rozhodnuto také pozastavit dvoustranné rozhovory s Ruskem o vízových otázkách a o nové komplexní dohodě, která měla nahradit stávající dohodu o partnerství a spolupráci mezi EU a Ruskem.
Parlamentní shromáždění Rady Evropy v lednu 2015 odsouhlasilo rezoluci, kterou bylo až do dubna 2015 prodlouženo odebrání ruských hlasovacích práv, odhlasované v dubnu 2014 kvůli ruské anexi ukrajinského Krymu. Navíc Rusové nemohou mít po tuto dobu zastoupení v ústředních orgánech parlamentního shromáždění. Byla také odsouhlasena rezoluce, která Rusko důrazně žádá o okamžité propuštění unesené ukrajinské pilotky Nadiji Savčenkové. V návaznosti na to ruští poslanci s okamžitou platností pozastavili do konce roku svou činnost ve shromáždění a pohrozili, že Rusko odpoví "kardinálními akcemi". Rusko také stáhlo svoje předchozí rozhodnutí umožnit návštěvu evropských poslanců v moskevské vazební věznici, kde Savčenková v té době držela už 40 dní hladovku.

### Mezinárodní sankce

Státy, které uvalily sankce na Rusko nebo na ukrajinské občany, kteří podporují separatismus
----
Rusko
Státy, které uvalily sankce
Členské země EU, které uvalily sankce

Kvůli politice Ruska vůči Ukrajině zavedly postupně od března 2014 Spojené státy, Evropská unie, Kanada, Austrálie a Norsko ekonomické sankce proti Rusku.
V důsledku debat byly sankce rozšířeny o 149 ruských představitelů, kterým byl zakázán vstup do EU. Podle premiéra Sobotky by už sankce neměly být navyšovány, protože neovlivňují ruskou expanzivní politiku. Česká opozice, ale také ministr zahraničí Zaorálek, mají odlišný resp. opačný názor. Politický dosah je ale kontroverzní a názory analytiků se velmi různí. Nicméně ekonomický dopad se neoddiskutovatelně projevil na ruské ekonomice, která se propadla až o 9 %.
Kvůli sankcím zavedeným Evropskou unií vůči Rusku se několik ruských firem, ruská banka Sberbank a bývalý ukrajinský prezident Viktor Janukovyč obrátili na Soudní dvůr Evropské unie.
Francie oznámila v lednu 2016, že chce podmínečně v létě sankce zrušit. Už dříve se také zmínil o možném zrušení v případě dodržování mírových dohod Ruskem americký ministr zahraničí John Kerry.

### Odveta za sankce
Na sankce zavedené Spojenými státy, Evropskou unií, Kanadou, Austrálií a Norskem reagovalo Rusko tím, že těmto subjektům zakázalo do Ruska vyvážet hovězí, vepřové a drůbeží maso, ryby, ovoce, zeleninu, sýry, mléko a mléčné výrobky. Navíc byly Ukrajinským leteckým společnostem zakázány přelety nad Ruským územím a stejný zákaz byl zvažován i pro letecké společnosti z EU a USA. Už při zavedení zákazu ekonomové počítali s tím, že tento zákaz urychlí inflaci v Rusku. Zákaz dovozu potravin měl trvat jeden rok, výpadek těchto potravin na Ruském trhu měl být kompenzován zvýšeným dovozem z Běloruska a z Kazachstánu. Podle některých poslanců strany Spravedlivé Rusko je zákaz dovozu v rozporu s ústavou, a proto podali návrh zákona, který zákaz dovozu potravin ze západu napadá. Za tento návrh byla těmto poslancům vedením strany udělena důtka. Protože Maďarsko, Řecko a Kypr otevřeně nesouhlasí se zavedenými sankcemi vůči Rusku, uvažovala ruská média o možnosti, že by zákaz dovozu potravin z těchto tří zemí mohl být koncem dubna 2015 odvolán. Podle ministra hospodářského rozvoje Alexeje Uljukajeva ale není možné stanovit výjimky pro jednotlivé země, a proto musí být hledáno řešení, které je v souladu s normami WTO.
Možnost vyjmout Řecko ze zákazu dovozu potravin do Ruska byla naznačena na schůzce prezidenta Putina s řeckým prezidentem Alexisem Tsiprasem, ovšem na tuto návštěvu řeckého prezidenta v Rusku kvůli zlepšení vztahů mezi Ruskem a Řeckem jako na možné zlepšení pozice Řecka při vyjednávání splácení řeckého dluhu. Podle některých anylytiků by se tak Řecko mohlo stát ruským trojským koněm.

### Vojenská obrana na východě Evropy

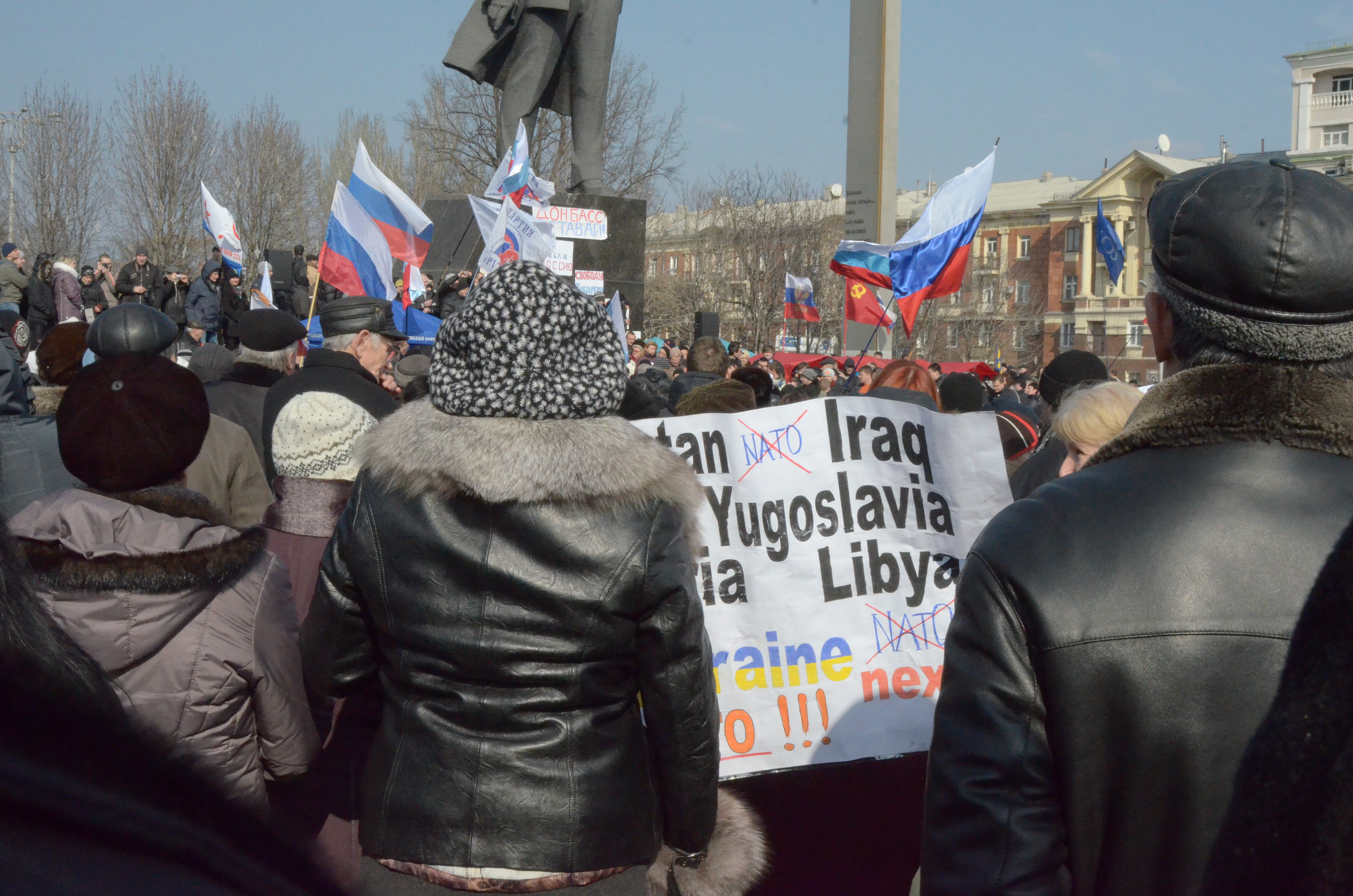
Proruští demonstranté proti nové ukrajinské vládě s transparentem proti NATO, 9. března 2014

Z NATO se nejvíce destabilizačních snah Ruska bojí pobaltské státy, které byly půl století součástí Sovětského svazu a mají početné ruské menšiny (Estonsko 25 procent, Lotyšsko 27, Litva 5 procent), jejich vojenská síla je přitom malá. Příslušníci ruské menšiny v Lotyšsku a Estonsku jsou často v postavení občanů druhé kategorie bez základních občanských práv tzv. neobčanů. Jenom v Lotyšsku žije 300 000 neobčanů a tento jev nemající oporu v mezinárodním právu kritizovalo i parlamentní shromáždění Rady Evropy. O reálné hrozbě pro Pobaltí přitom na konci roku 2014 otevřeně mluvil například Putinův poradce Sergej Markov. Litevská prezidentka Dalia Grybauskaitė uvedla, že v případě napadení agresorem je schopná se Litva bránit 72 hodin, což by mělo stačit na to, aby spojenci Litvě přišli na pomoc. Na začátku března 2015 posílily obranyschopnost Litvy, Lotyšska a Estonska Spojené státy, které do oblasti poslaly 3000 vojáků a přes 100 kusů těžké vojenské techniky včetně tanků M1 Abrams, BVP, M2 Bradley a vozidel Humvee. Cílem je podle armádního generála Johna O'Connora odradit Rusko od případných hrozeb v této oblasti. Severoatlantická aliance také hodlá v oblasti vytvořit jednotku rychlého nasazení s 5 tisíci muži a šest velitelských center nejen v Pobaltí, ale i v dalších částech východní Evropy.
6. května 2015 začalo v Litvě vojenské cvičení s názvem Úder blesku. Zúčastnilo se jej 3000 vojáků s cílem odvrátit případný útok ruských neoznačených vojáků a separatistů na nový litevský plynový terminál, budovy místní samosprávy, sklady a letiště podle krymského scénáře. Nadále probíhalo také cvičení Zaibo Kiritis v Lotyšsku se 3000 vojáky včetně amerického 7. pěšího pluku Cottonbaler a americké těžké techniky, která dorazila v březnu. Největší cvičení se konalo v Estonsku, kde cvičilo 13 tisíc vojáků a příslušníků polovojenské Estonské obranné ligy, čtyři americké tanky Abrams a belgická, britská a německá proudová letadla. 4. května 2015 pak zahájilo NATO v Severním moři největší protiponorkové cvičení Dynamic Mongoose. Jedenáct zemí na ně vyslalo 5000 vojáků a námořníků, třináct lodí a čtyři ponorky. Cílem cvičení bylo uniknout odhalení a torpédovat cizí lodě. Mezi účastníky poprvé v historii figurovalo i neutrální Švédsko.
Posílení vlivu Ruska na západě svých hranic se bojí také dosud neutrální členské státy programu Partnerství pro mír Finsko a Švédsko, které začaly v létě 2014 uvažovat o nějaké formě partnerství s NATO. V reakci na to uvedl Sergej Markov, že by Finsko mohlo tímto krokem způsobit třetí světovou válku a před takovými snahami Finsko nepřímo varoval i ruský ministr zahraničí Sergej Lavrov. Finský prezident Sauli Niinistö přitom novinářům řekl, že by tato země při napadení Ruskem neměla šanci.
Přistoupení Finska a Švédska do aliance NATO vyžaduje jednomyslný souhlas všech členů a tyto procesy byly zahájeny v létě 2022 na národních úrovních. Poslanecká sněmovna ČR přístupové protokoly odhlasovala také s podporou opozice 27. srpna 2022 a krátce nato je podepsal rovněž prezident.

## Porušení budapešťského memoranda
Podle prohlášení premiérů zemí Visegrádské skupiny a některých politologů bylo Ruskou anexí Krymu v roce 2014 porušeno Budapešťské memorandum. Jako jasné porušení platných dohod toto jednání označili např. lídři států G7.
Valné shromáždění OSN přijalo rezoluci, kterou připomnělo povinnost dodržování Charty OSN co se týká jednoty a územní celistvosti členských států OSN a upozornilo na bezpečnostní záruky vyplývající z Budapešťského memoranda z roku 1994. V listopadu 2016 vydal svou zprávu Mezinárodní trestní soud, který rozhodl, že situace na Krymu je ozbrojeným konfliktem mezi Ruskem a Ukrajinou, který vypukl nejpozději 26. února 2014 vysláním ruských ozbrojených sil na Ukrajinu bez souhlasu ukrajinské vlády. Podle soudu je určujícím faktorem okupace cizího území.

## Historická přirovnání

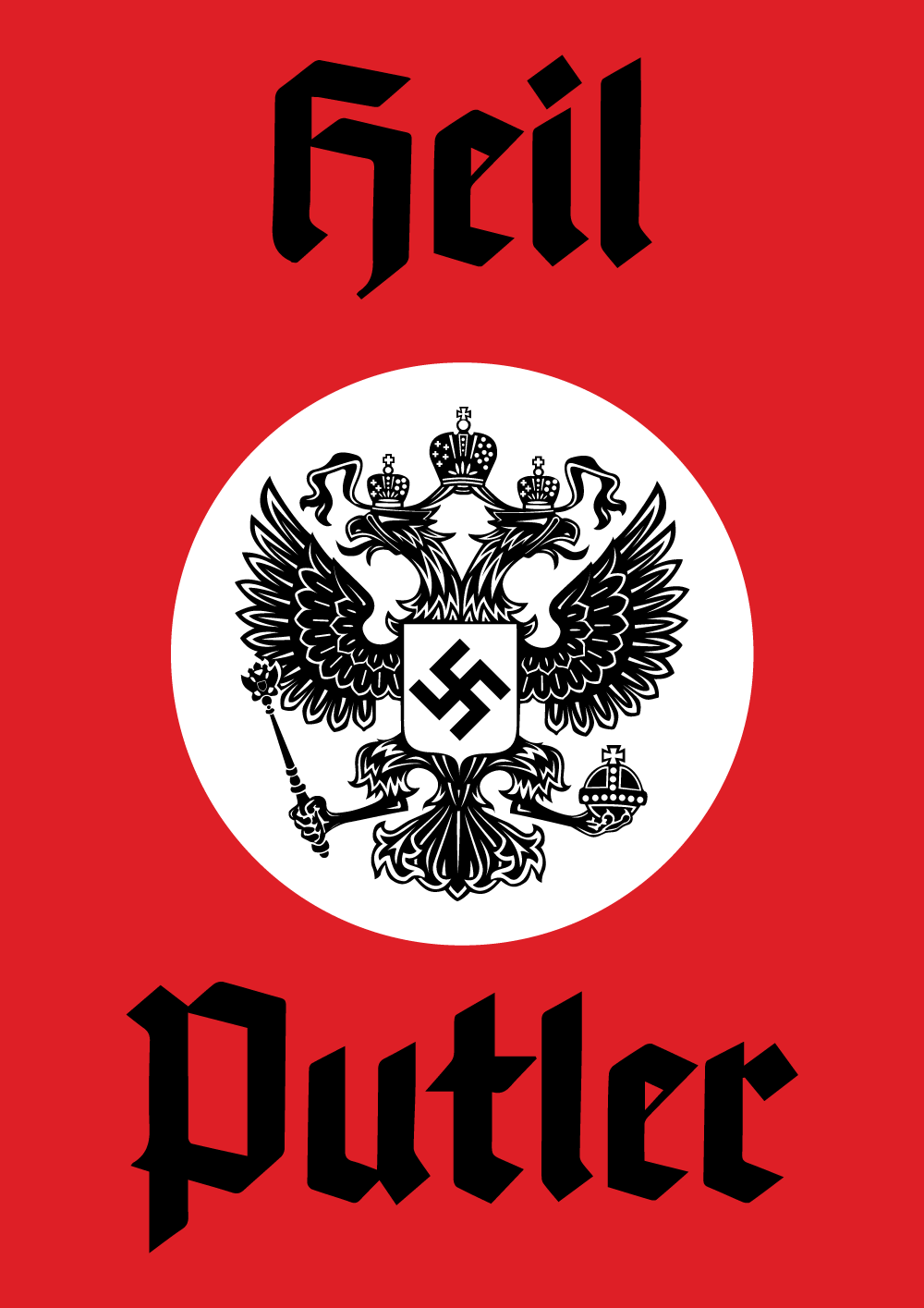
Jeden z aktivistických plakátů během ukrajinské krize

V průběhu války na východní Ukrajině viděla část veřejnosti podobnost mezi děním na Ukrajině a situací českého pohraničí těsně před druhou světovou válkou, když byly po Mnichovské konferenci a následném ultimátu velmocí v roce 1938 nacistickým Německem anektovány Sudety. V roli prohitlerovské Sudetoněmecké strany a henleinovců podle tohoto pohledu figurují proruští separatisté a v roli agresora je viděno Rusko, které se přitom opírá o loutková referenda. Kritici této analogie používají argument, že Sudety v průběhu dějin nepatřily k území některého z německých států, na rozdíl od Krymu, který byl od roku 1783 součástí Ruské říše.
Samotný Vladimir Putin se po referendu o připojení Krymu k Ruské Federaci mnohokrát odvolával na kosovský precedens a na rozhodnutí Mezinárodního soudního dvora v Haagu z roku 2010. Podle rozhodnutí mezinárodního soudu nebylo jednostranné vyhlášení nezávislosti Kosova na Srbsku v únoru 2008 porušením mezinárodního práva. Po několikaměsíčním bombardování Jugoslávie silami NATO bylo historicky srbské Kosovo v roce 1999 fakticky odtrženo od Srbska. Stejný argument jako prezident Putin použili také krymští politici, kteří referendum o připojení k Rusku podpořili.
Na sociálních sítích byl Putin v souvislosti s ukrajinskou krizí přirovnáván k Hitlerovi. Ukrajinští aktivisté mu dali přezdívku „Putler“.
Některá západní média zmiňovala v souvislosti s proruským separatismem na Ukrajině také Severní Kypr, který byl v roce 1974 vojensky okupován tureckou armádou a fakticky anektován Tureckem.

## Invaze Ruska na Ukrajinu v roce 2022

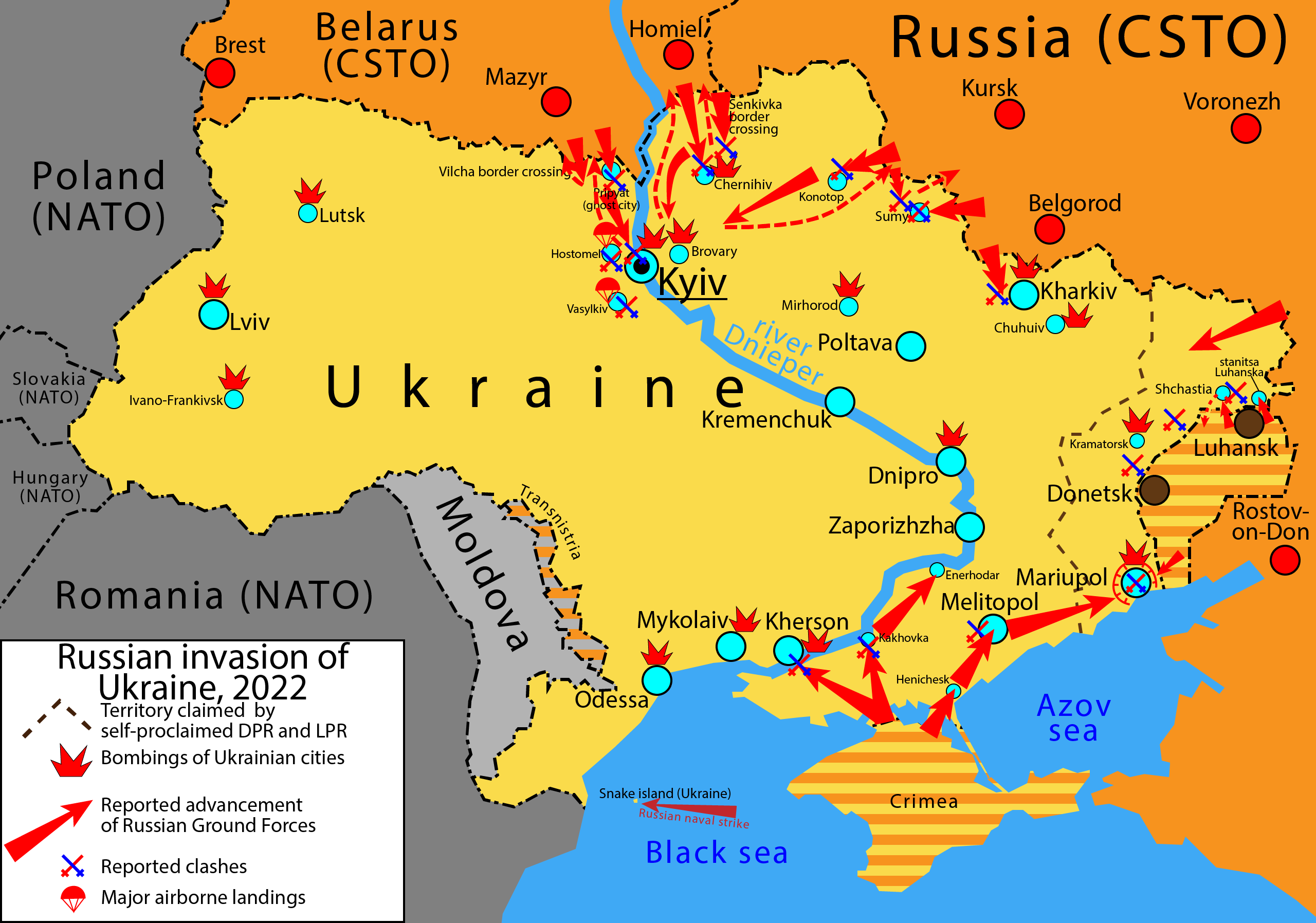
Mapa zachycující počátek ruského útoku na Ukrajinu v únoru 2022

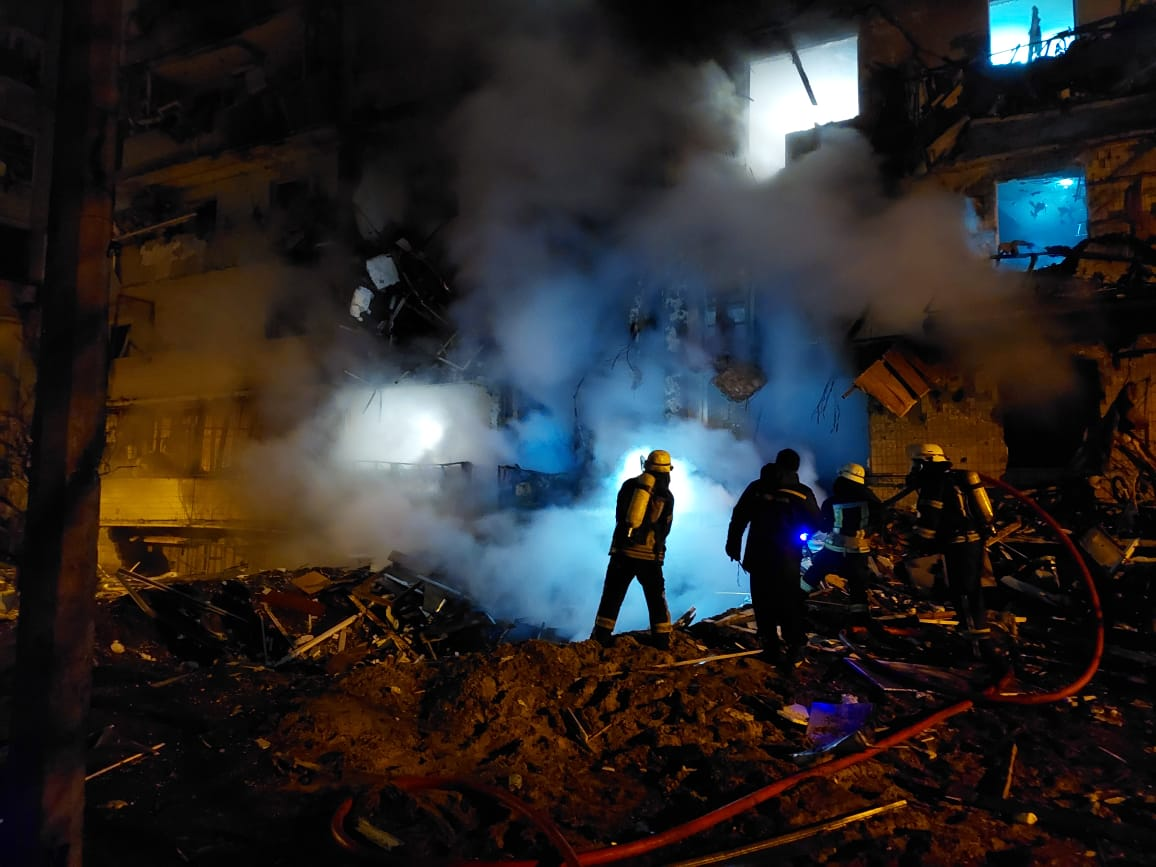
Trosky budovy zasažené ruským ostřelováním během bitvy o Kyjev

Mapa držení obcí a měst stranami válčícími na Donbasu. Stav: 29. června 2023

Po uzavření Druhé minské dohody měla válka mezi Ukrajinou a Ruskem podporovanými separatisty z tzv. Doněcké lidové republiky podobu „zamrzlého konfliktu“. Příměří bylo přerušováno přestřelkami, ze kterých se obviňovaly obě strany.
V roce 2019 bylo zabito více než 110 ukrajinských vojáků. V roce 2020 bylo podle ukrajinských úřadů zabito 50 ukrajinských vojáků. V roce 2019 došlo k 27 úmrtím civilistů souvisejícím s konfliktem, v roce 2020 k 26 úmrtím a v roce 2021 k 25 úmrtím, přičemž více než polovina z nich byla způsobena minami a nevybuchlou municí.
V listopadu 2021 varovaly americké úřady Evropskou unii před nezvyklou ruskou vojenskou aktivitou u hranic s Ukrajinou, a před možnou hrozbou otevřené vojenské invaze na Ukrajinu. Rusko u hranic do listopadu shromáždilo okolo 90 tisíc vojáků. Americký ministr zahraničí Antony Blinken vyjádřil obavy, že by Rusko chtělo podobně jako v případě vpádu na Krym využít falešné záminky – obvinění z provokací – k tomu, aby vtrhlo na Ukrajinu. Mluvčí ruského prezidenta Dmitrij Peskov zprávu agentury Bloomberg odmítl jako „prázdné a neodůvodněné zvyšování napětí“, a zároveň varoval NATO před případným „útočným“ počínáním v bezprostřední blízkosti ruských hranic s tím, že je Moskva připravena v takovém případě k protiopatřením posilujícím bezpečnost Ruska.
Američané předali některým evropským partnerům mapy a satelitní fotografie, ze kterých vyplývala oprávněnost amerických podezření. Počty a postavení ruské techniky a vojáků umožňovaly představit si vpád na Ukrajinu ze tří směrů – z Krymu, z Běloruska a z Ruska. Podle amerických informací byly povolány i desítky tisíc rezervistů, kteří by mohli mít za úkol spravovat dobytá území. V takovém rozsahu to přitom byla bezprecedentní akce, která neměla obdoby od dob Sovětského svazu a jeho invazí do Československa v roce 1968 a do Afghánistánu. Podle odhadu amerických úřadů přípravy spěly k útoku na přelomu ledna a února 2022. Naposledy došlo předtím k velkým přesunům techniky na ruském území sousedícím s Ukrajinou v dubnu 2021, kdy šlo podle vyjádření ruského ministra obrany Sergeje Šojgu o vojenské cvičení, a jednotky se posléze zase stáhly.
Zprávy se objevily v době, kdy Bělorusko organizovalo náporovou migrační vlnu do Evropské unie. Americké zpravodajské zdroje označily tuto akci za možnou kouřovou clonu pro chystaný útok na Ukrajinu. Někteří komentátoři zmiňovali i možnost, že Rusko chce dát pouze najevo připravenost k použití síly a vyvolat napětí, nikoliv skutečně zaútočit. Generální tajemník NATO Jens Stoltenberg uvedl, že je potřeba, aby Rusko více vysvětlovalo své kroky a ustoupilo od útočné rétoriky. Moskva podle něj v daný čas na hranicích shromažďovala nejen lidské síly, ale i těžkou techniku, jako je dělostřelectvo, těžké zbraně nebo drony. Antony Blinken varoval, že případná agrese Ruska bude mít vážné následky. Vladimir Putin naproti tomu uvedl, že pokud by na Ukrajině NATO nasadilo například střely schopné dosáhnout Moskvu za 5 až 7 minut, muselo by Rusko reagovat podobně ve vztahu k těm, kteří by je takto ohrozili.[ujasnit]
V polovině února 2022 média s odvoláním na významné zdroje psala o tom, že ruská invaze na Ukrajinu měla začít ve středu 16. února 2022. Oficiální západní místa tuto informaci nepotvrdila.

Ruskem anektovaná území jihovýchodní Ukrajiny a území pod skutečnou kontrolou Ruska k 30. září 2022

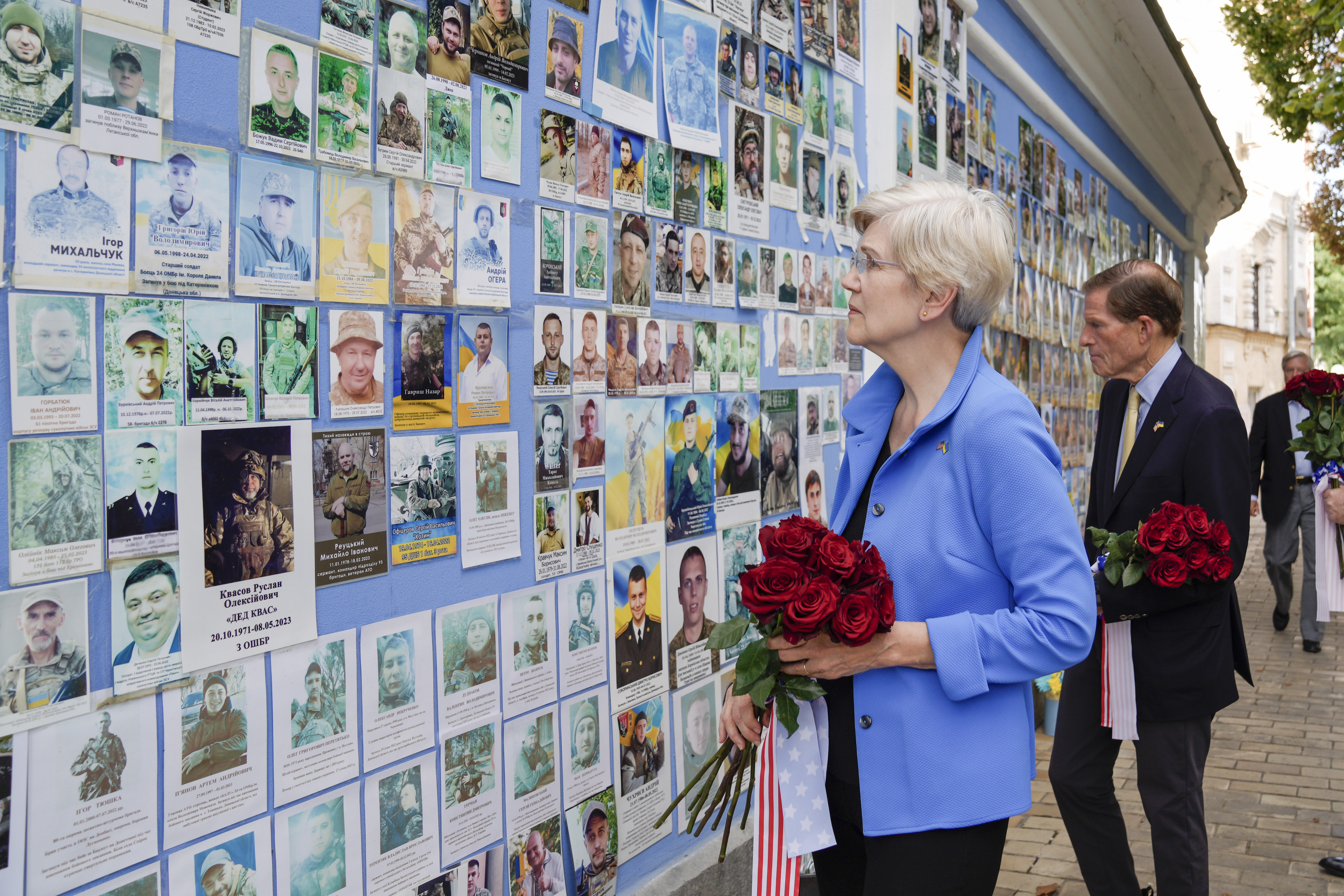
Ve válce s Ruskem zahynulo přibližně 100 000 ukrajinských vojáků

Dne 21. února 2022 však vojenské jednotky Ruské federace na rozkaz Vladimira Putina vstoupily na území východní Ukrajiny, tj. na území separatistických republik DLR a LNR, pod záminkou udržování míru. V časných ranních hodinách 24. února 2022 Rusko zahájilo rozsáhlý útok na Ukrajinu.
Vojskům Ruské federace se podařilo i přes odpor ukrajinské armády dobýt významnou část všech oblastí přímo hraničících s Ruskem. K září 2022 se z některých oblastí okupační vojska stáhla nebo byla vytlačena při ukrajinských protiofenzívách. Rusko a proruští separatisté však nadále kontrolují významné části Doněcké, Záporožské a Chersonské oblasti. Luhanská oblast byla pak v červenci 2022 dobyta celá. Pod kontrolou ruských vojsk jsou také menší části Mykolajvské a Charkovské oblasti.
Vedle častých ruských útoků na civilní cíle je tato fáze konfliktu doprovázena rozsáhlými krádežemi a ničením ukrajinského kulturního dědictví ze strany ruských vojáků.
V důsledku masivního raketového útoku z 23. listopadu (Rusko odpálilo 78 raket a dronů, z nichž většinu tvořily řízené střely schopné přesného zásahu cíle) se dočasně zhroutil prakticky celý ukrajinský energetický systém.
Podle odhadu OSN z ledna 2025 bylo zabito nejméně 12 tisíc ukrajinských civilistů. Deník The Wall Street Journal v září 2024 odhadoval, že ve válce zahynulo přibližně 80 tisíc ukrajinských vojáků a dalších 400 tisíc utrpělo zranění. Podle údajů UNHCR z dubna 2025 bylo v Evropě evidováno 6,3 milionu ukrajinských uprchlíků, z toho nejvíc v Polsku. V Česku bylo ke konci roku 2024 přibližně 350 tisíc válečných uprchlíků z Ukrajiny. Mezi ukrajinskými válečnými uprchlíky převládaly ženy a děti, protože ukrajinští muži mladší než 60 let nesměli od začátku invaze opustit Ukrajinu. Odhaduje se, že kvůli nesouhlasu s válkou a obavám z ekonomických sankcí a policejních represí opustilo Rusko více než 800 tisíc lidí. K dubnu 2025 se ruské ztráty odhadovaly na 900 tisíc mrtvých a raněných vojáků.

## Galerie

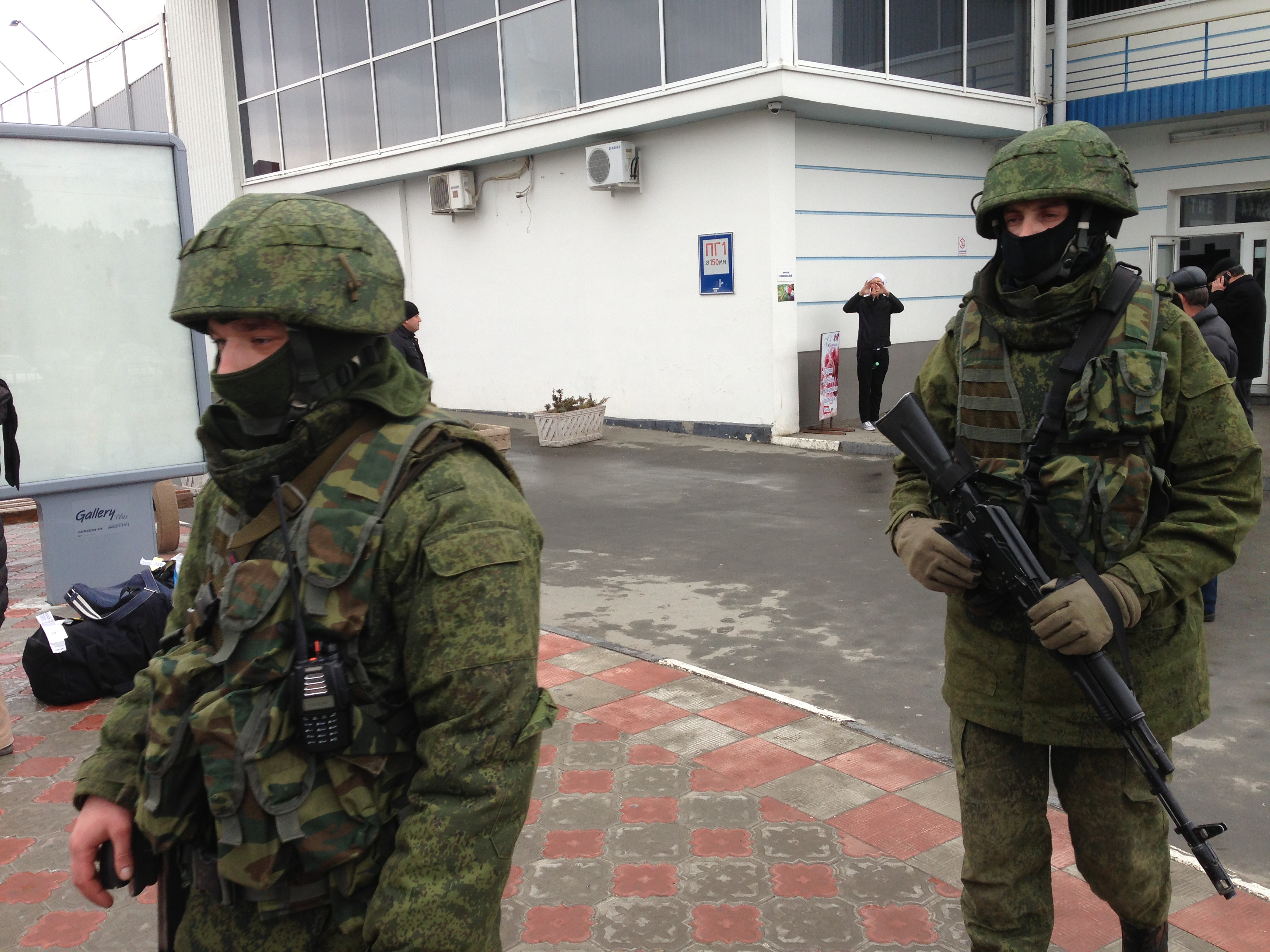
Ruští neoznačení vojáci na Simferopolském letišti
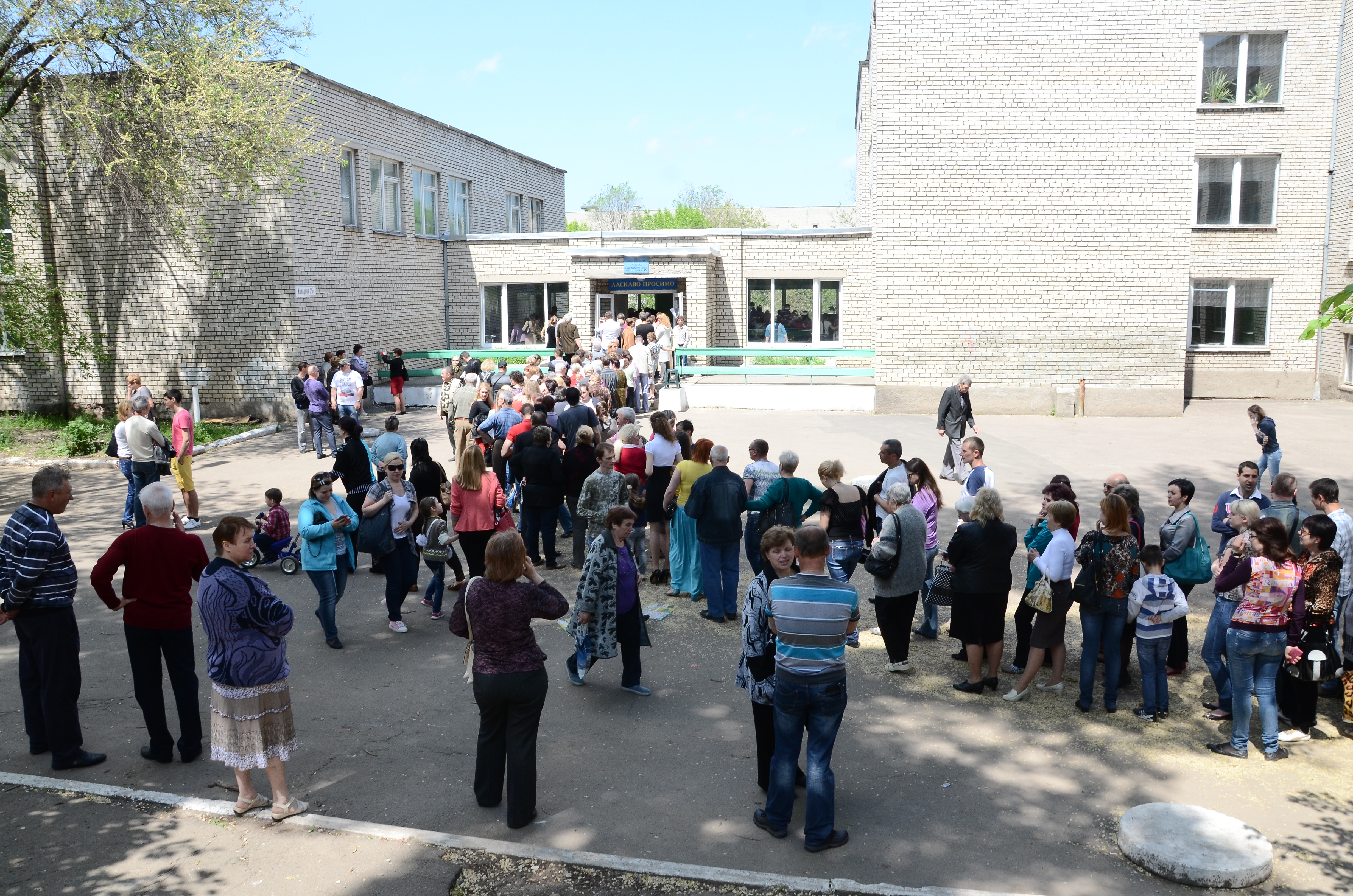
Referendum o nezávislosti Donbasu v květnu 2014
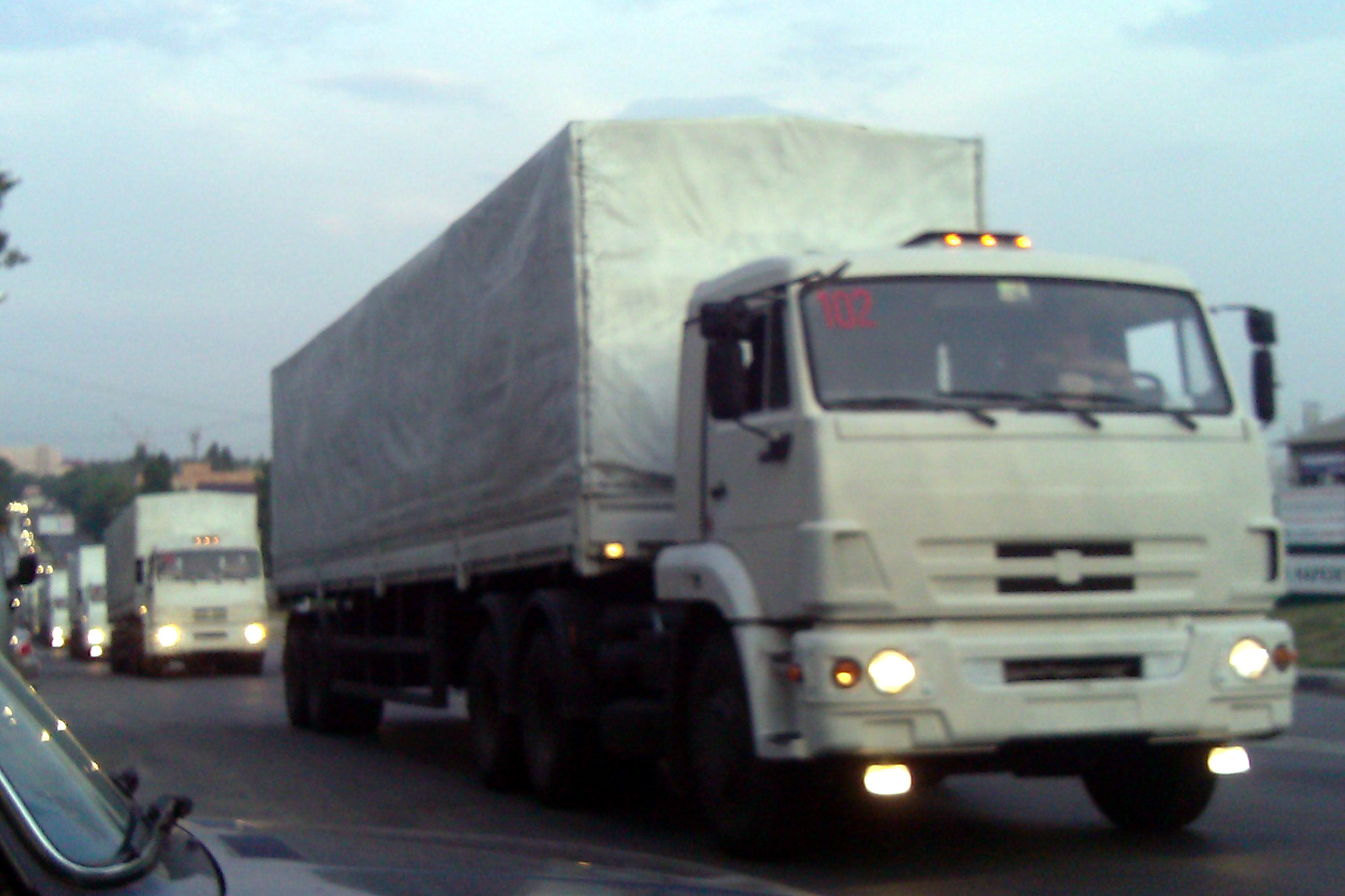
Kolona ruských kamionů směřujících na východní Ukrajinu, vyfotografovaná ve Voroněži
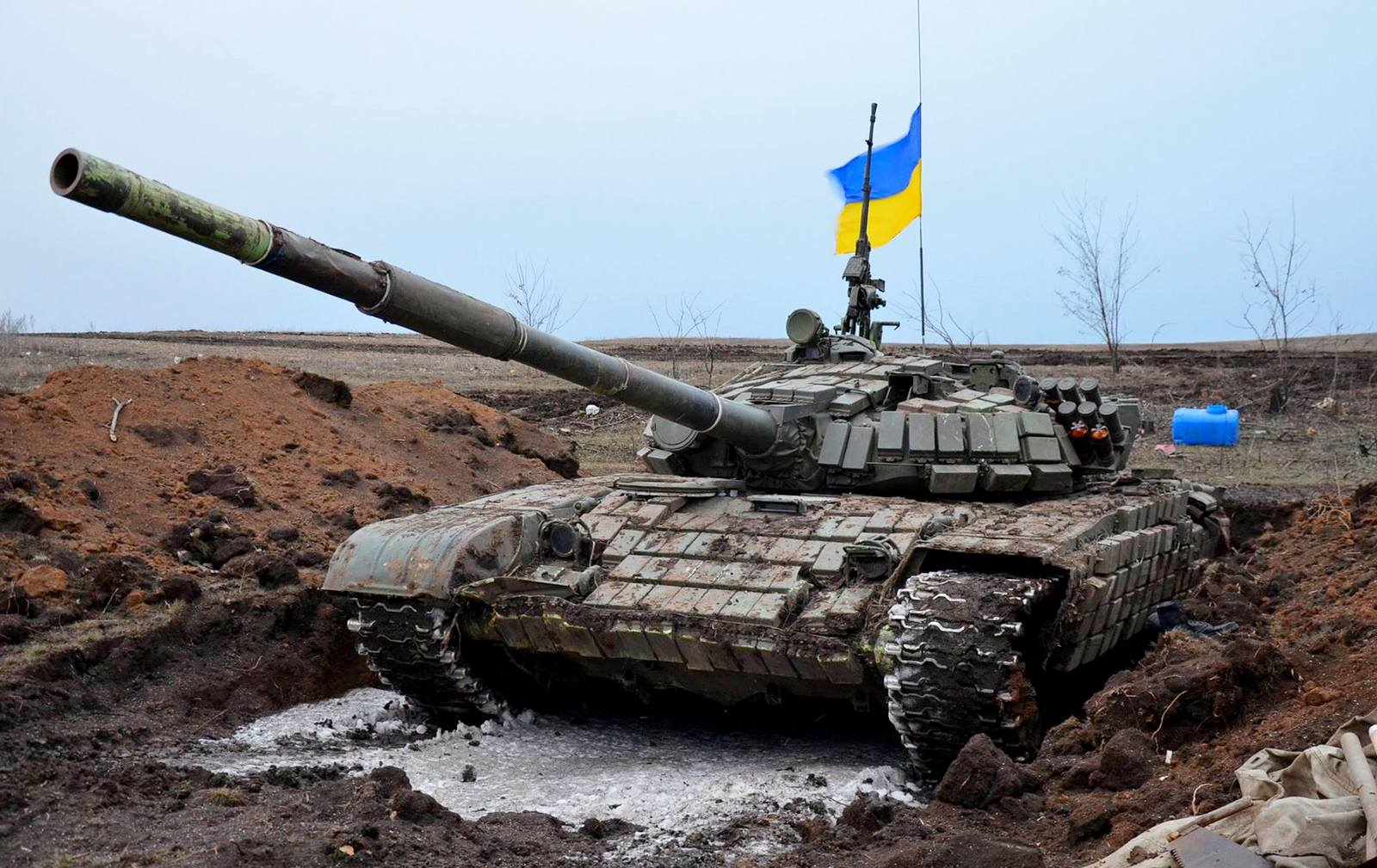
Ruský tank T-72 ukořistěný ukrajinskými vojsky
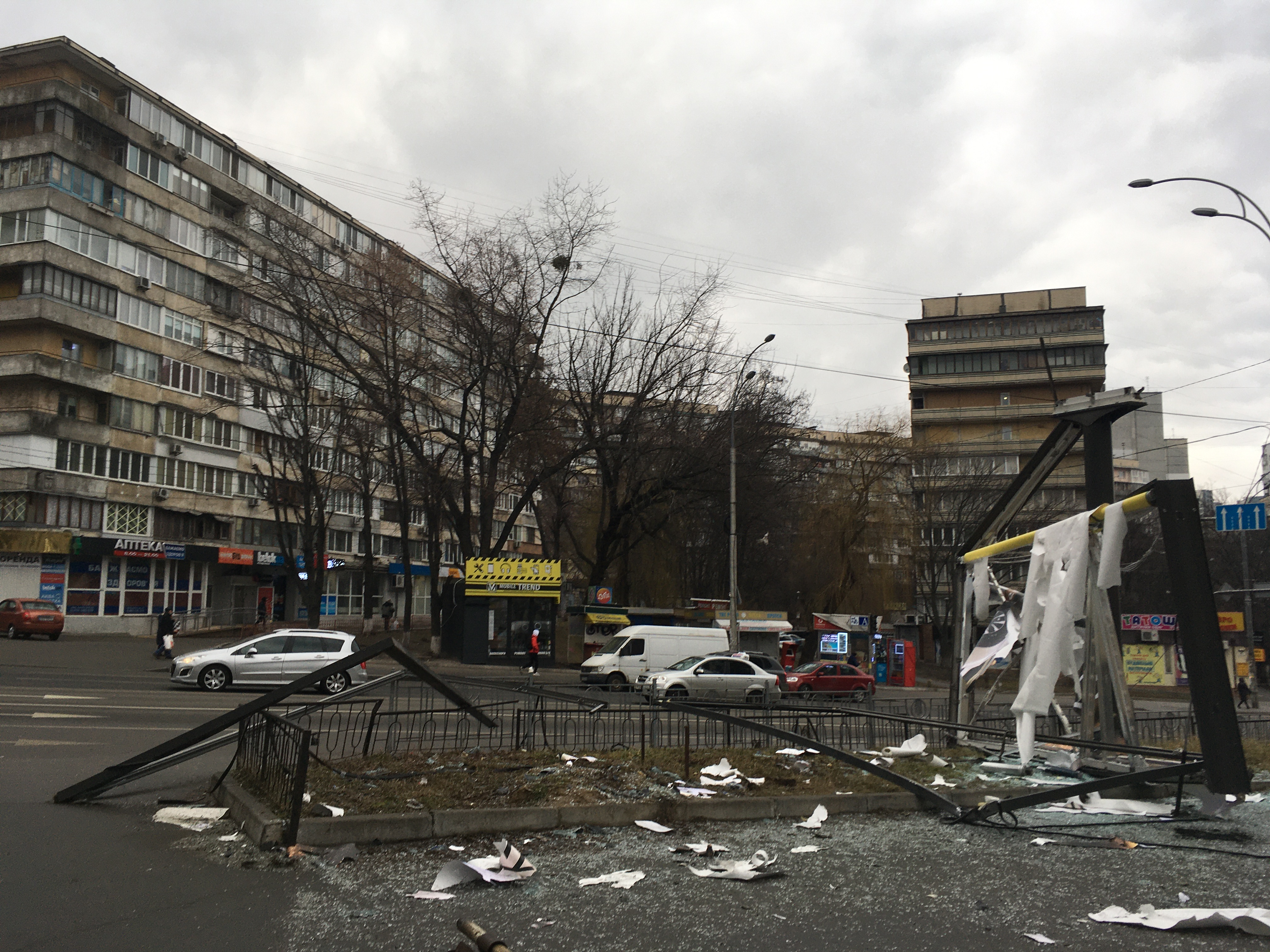
Trosky po výbuchu ruské rakety v ulicích Kyjeva